# MediaTek egylapkás rendszerek listája
Ez a lista azokat a MediaTek processzorokat tartalmazza, amelyeket okostelefonokban, táblagépekben, okosórákban, IoT eszközökben, okos TV-kben és smartbookokban alkalmaznak.

## Okostelefon-processzorok ARMv5-től ARMv8-ig (2003–2019)

### ARMv5
| Modellszám | CPU (ISA)       | fab   | CPU (mag/frek.)      | CPU-gyorsítótár                                      | GPU       | memóriatechnológia                 | vezeték nélküli rádiótechnológiák     | kibocsátás |
| ---------- | --------------- | ----- | -------------------- | ---------------------------------------------------- | --------- | ---------------------------------- | ------------------------------------- | ---------- |
| MT6205     | ARM7 (ARMv5)    |       |                      |                                                      |           |                                    | GSM                                   |            |
| MT6216     | ARM7 (ARMv5)    |       |                      |                                                      | nincs GPU |                                    | GSM/GPRS Class 12 modem               |            |
| MT6217     | ARM7 (ARMv5)    |       |                      |                                                      | nincs GPU |                                    | GSM/GPRS Class 12 modem               |            |
| MT6218B    | ARM7 (ARMv5)    |       | ARM7EJ @ 52 MHz      | 16 KiB Utasítás-gyorsítótár, 16 KiB Adat-gyorsítótár | nincs GPU | 8 bites vagy 16 bites max. 64 MiB  | GSM/GPRS Class 12 modem               | 2003       |
| MT6219     | ARM7 (ARMv5)    |       | ARM7EJ @ 52 MHz      | 16 KiB Utasítás-gyorsítótár, 16 KiB Adat-gyorsítótár | nincs GPU | 8 bites vagy 16 bites max. 64 MiB  | GSM/GPRS Class 12 modem               | 2003       |
| MT6223     | ARM7 (ARMv5)    |       | ARM7EJ @ 52 MHz      | 16 KiB Utasítás-gyorsítótár, 16 KiB Adat-gyorsítótár | nincs GPU | 8 bites vagy 16 bites max. 64 MiB  | GSM/GPRS Class 12 modem               | 2003       |
| MT6225     | ARM7 (ARMv5)    |       |                      |                                                      | nincs GPU |                                    | GSM/GPRS Class 12 modem               |            |
| MT6226     | ARM7 (ARMv5)    |       | ARM7EJ @ 52 MHz      | 16 KiB Utasítás-gyorsítótár, 16 KiB Adat-gyorsítótár | nincs GPU | 8 bites vagy 16 bites max. 64 MiB  | GSM/GPRS Class 12 modem               | 2003       |
| MT6227     | ARM7 (ARMv5)    |       | ARM7EJ @ 52 MHz      | 16 KiB Utasítás-gyorsítótár, 16 KiB Adat-gyorsítótár | nincs GPU | 8 bites vagy 16 bites max. 64 MiB  | GSM/GPRS Class 12 modem               | 2003       |
| MT6228     | ARM7 (ARMv5)    |       | ARM7EJ @ 52 MHz      | 16 KiB Utasítás-gyorsítótár, 16 KiB Adat-gyorsítótár | nincs GPU | 8 bites vagy 16 bites max. 64 MiB  | GSM/GPRS Class 12 modem               | 2003       |
| MT6229     | ARM7 (ARMv5)    |       | ARM7EJ-S @ 104 MHz   | 16 KiB Utasítás-gyorsítótár, 16 KiB Adat-gyorsítótár | nincs GPU | 8 bites vagy 16 bites max. 64 MiB  | GSM/GPRS Class 12 modem               | 2003       |
| MT6230     | ARM7 (ARMv5)    |       | ARM7EJ-S @ 104 MHz   | 16 KiB Utasítás-gyorsítótár, 16 KiB Adat-gyorsítótár | nincs GPU | 8 bites vagy 16 bites max. 64 MiB  | GSM/GPRS Class 12 modem               | 2003       |
| MT6235     | ARM9 (ARMv5TEJ) |       | ARM926EJ-S @ 208 MHz |                                                      | nincs GPU | 8 bites vagy 16 bites max. 128 MiB | GSM/GPRS/EDGE, Wi-Fi/GPS támogatás    | 2007       |
| MT6236     | ARM9 (ARMv5TEJ) |       | ARM926EJ-S @ 312 MHz |                                                      | nincs GPU | 8 bites vagy 16 bites max. 128 MiB | GSM/GPRS/EDGE, BT 2.1 EDR, HS 2.0 USB | 2007       |
| MT6252     | ARM7 (ARMv5)    |       | ARM7EJ-S @ 104 MHz   | 16 KiB Utasítás-gyorsítótár, 16 KiB Adat-gyorsítótár | nincs GPU | beágy. 32 MiB ál-SRAM              | GSM/GPRS négysávos Class 12 Modem     | 2005       |
| MT6253     | ARM7 (ARMv5)    |       | ARM7EJ-S @ 104 MHz   | 16 KiB Utasítás-gyorsítótár, 16 KiB Adat-gyorsítótár | nincs GPU | beágy. 32 MiB ál-SRAM              | GSM/GPRS Class 12 Modem               | 2005       |
| MT6516     | ARM9 (ARMv5TEJ) | 65 nm | ARM926EJ-S @ 416 MHz |                                                      | nincs GPU |                                    | CSD, GPRS, EDGE, nem 3G kompatibilis  | 2009       |

### ARMv6
| Modellszám | CPU (ISA) | fab          | CPU (mag/frek.)                               | CPU-gyorsítótár | GPU                                            | memóriatechnológia | vezeték nélküli rádiótechnológiák             | kibocsátás |
| ---------- | --------- | ------------ | --------------------------------------------- | --------------- | ---------------------------------------------- | ------------------ | --------------------------------------------- | ---------- |
| MT6276M    | ARMv6     | 65 nm        | egymagos (32 bites) ARM11 (Jazelle) @ 520 MHz |                 |                                                |                    | GSM, GPRS, EDGE, Cl.12, négysávos, HSPA Rel.6 |            |
| MT6513     | ARMv6     | 65 nm (CMOS) | egymagos (32 bites) ARM11 (Jazelle) @ 650 MHz |                 | PowerVR SGX531 @ 281 MHz (2,2 GFLOPS FP32-ben) |                    | nem 3G kompatibilis (MT6573 3G nélkül)        |            |
| MT6573     | ARMv6     | 65 nm (CMOS) | egymagos (32 bites) ARM11 (Jazelle) @ 650 MHz |                 | PowerVR SGX531 @ 281 MHz (2,2 GFLOPS FP32-ben) |                    | 3G, GSM, GPRS, UMTS, HSPA, HSDPA, HSUPA       | 2010       |

### ARMv7
Egy magos
| Modellszám | CPU ISA | fab   | CPU (mag/frek.)                | CPU-gyorsítótár | GPU                                                  | memóriatechnológia | vezeték nélküli rádiótechnológiák                           | kibocsátás |
| ---------- | ------- | ----- | ------------------------------ | --------------- | ---------------------------------------------------- | --- | ----------------------------------------------------------- | ---------- |
| MT6515     | ARMv7   | 40 nm | 1,0 GHz egymagos ARM Cortex-A9 |                 | PowerVR SGX531 Ultra @ 522 MHz (4,1 GFLOPS FP32-ben) | LPDDR egycsatornás 32 bites 266 MHz (2,13 GB/s) LPDDR egycsatornás 32 bites 400 MHz (3,2 GB/s) LPDDR2 egycsatornás 32 bites 533 MHz (4,26 GB/s) | GSM, GPRS, TD-SCDMA, nem 3G kompatibilis (MT6575 3G nélkül) | 2012       |
| MT6575     | ARMv7   | 40 nm | 1,0 GHz egymagos ARM Cortex-A9 | 512 KiB L2      | PowerVR SGX531 Ultra @ 522 MHz (4,1 GFLOPS FP32-ben) | LPDDR egycsatornás 32 bites 266 MHz (2,13 GB/s) LPDDR egycsatornás 32 bites 400 MHz (3,2 GB/s) LPDDR2 egycsatornás 32 bites 533 MHz (4,26 GB/s) | 3G, HSPA, GPRS, UMTS, W-CDMA, HSUPA, HSDPA                  | 2011       |
| MT6575M    | ARMv7   |       | 1,0 GHz egymagos ARM Cortex-A9 | 256 KiB L2      | PowerVR SGX531T @ 281 MHz (2,2 GFLOPS FP32-ben)      | LPDDR egycsatornás 32 bites 266 MHz (2,13 GB/s) LPDDR egycsatornás 32 bites 400 MHz (3,2 GB/s) LPDDR2 egycsatornás 32 bites 533 MHz (4,26 GB/s) | 3G, HSPA, GPRS, UMTS, W-CDMA, HSUPA, HSDPA                  | 2012       |

Kétmagos
| Modellszám | CPU ISA | fab   | CPU (mag/frek.)                | CPU-gyorsítótár       | GPU                                                  | memóriatechnológia                                     | vezeték nélküli rádiótechnológiák                                              | kibocsátás       |
| ---------- | ------- | ----- | ------------------------------ | --------------------- | ---------------------------------------------------- | ------------------------------------------------------ | ------------------------------------------------------------------------------ | ---------------- |
| MT6517     | ARMv7   | 40 nm | 1,0 GHz kétmagos ARM Cortex-A9 |                       | PowerVR SGX531 Ultra @ 522 MHz (4,1 GFLOPS FP32-ben) | LPDDR/LPDDR2 egycsatornás 32 bites 266 MHz (2,13 GB/s) | CSD, GSM, GPRS, TD-SCDMA, TD-HSPA nem 3G kompatibilis (MT6577 3G nélkül)       | 2012             |
| MT6517T    | ARMv7   | 40 nm | 1,2 GHz kétmagos ARM Cortex-A9 |                       | PowerVR SGX531 Ultra @ 522 MHz (4,1 GFLOPS FP32-ben) | LPDDR/LPDDR2 egycsatornás 32 bites 266 MHz (2,13 GB/s) | CSD, GSM, GPRS, TD-SCDMA, TD-HSPA nem 3G kompatibilis (MT6577 3G nélkül)       |                  |
| MT6577     | ARMv7   | 40 nm | 1,0 GHz kétmagos ARM Cortex-A9 |                       | PowerVR SGX531 Ultra @ 522 MHz (4,1 GFLOPS FP32-ben) | LPDDR/LPDDR2 egycsatornás 32 bites 266 MHz (2,13 GB/s) | 3G, GSM, GPRS, UMTS, HSPA+, HSDPA, HSUPA                                       | 2012             |
| MT6577T    | ARMv7   | 40 nm | 1,2 GHz kétmagos ARM Cortex-A9 |                       | PowerVR SGX531 Ultra @ 522 MHz (4,1 GFLOPS FP32-ben) | LPDDR/LPDDR2 egycsatornás 32 bites 266 MHz (2,13 GB/s) | 3G, GSM, GPRS, UMTS, HSPA+, HSDPA, HSUPA                                       |                  |
| MT6570     | ARMv7   | 28 nm | 1,3 GHz kétmagos ARM Cortex-A7 |                       | Mali-400 MP1 @ 500 MHz (4,5 GFLOPS FP32-ben)         | LPDDR/LPDDR2 egycsatornás 32 bites 266 MHz (2,13 GB/s) | GSM/EDGE (2G), Multi-mode Rel.8 HSPA+/TD-SCDMA (3G), Wi-Fi, FM, Bluetooth, GPS | 2015             |
| MT6571     | ARMv7   | 28 nm | 1,3 GHz kétmagos ARM Cortex-A7 | 32 KiB L1, 256 KiB L2 | Mali-400 MP1 @ 500 MHz (4,5 GFLOPS FP32-ben)         | LPDDR/LPDDR2 egycsatornás 32 bites 266 MHz (2,13 GB/s) | GSM, GPRS, TD-SCDMA, GSM/EDGE (2G), Wi-Fi, FM, Bluetooth, GPS                  | 2014 3. negyedév |
| MT6572     | ARMv7   | 28 nm | 1,4 GHz kétmagos ARM Cortex-A7 | 32 KiB L1, 256 KiB L2 | Mali-400 MP1 @ 500 MHz (4,5 GFLOPS FP32-ben)         | LPDDR/LPDDR2 egycsatornás 32 bites 266 MHz (2,13 GB/s) | Multi-mode Rel.8 HSPA+, TD-SCDMA, Wi-Fi, FM, Bluetooth, GPS                    | 2013 2. negyedév |
| MT6572M    | ARMv7   | 28 nm | 1,0 GHz kétmagos ARM Cortex-A7 | 32 KiB L1, 256 KiB L2 | Mali-400 MP1 @ 400 MHz (3,6 GFLOPS FP32-ben)         | LPDDR/LPDDR2 egycsatornás 32 bites 266 MHz (2,13 GB/s) | GSM/EDGE (2G), Multi-mode Rel.8 HSPA+/TD-SCDMA (3G), Wi-Fi, FM, Bluetooth, GPS | 2014             |

Négymagos
| Modellszám | CPU ISA | fab                | CPU (mag/frek.)                 | CPU-gyorsítótár       | GPU                                               | memóriatechnológia                                                                               | vezeték nélküli rádiótechnológiák                                         | kibocsátás       |
| ---------- | ------- | ------------------ | ------------------------------- | --------------------- | ------------------------------------------------- | ------------------------------------------------------------------------------------------------ | ------------------------------------------------------------------------- | ---------------- |
| MT6580     | ARMv7   | 28 nm              | 1,3 GHz négymagos ARM Cortex-A7 | 32 KiB L1, 512 KiB L2 | Mali-400 MP1 @ 500 MHz (4,5 GFLOPS FP32-ben)      | LPDDR2/LPDDR3 egycsatornás 32 bites 533 MHz (4,26 GB/s)                                          | R8 HSPA+, TD-SCDMA, Wi-Fi, FM, Bluetooth, GPS                             | 2015             |
| MT6582M    | ARMv7   | 28 nm              | 1,3 GHz négymagos ARM Cortex-A7 | 32 KiB L1, 512 KiB L2 | Mali-400 MP2 @ 400 MHz (7,2 GFLOPS FP32-ben)      | LPDDR2/LPDDR3 egycsatornás 32 bites 533 MHz (4,26 GB/s)                                          | R8 HSPA+, TD-SCDMA, Wi-Fi, FM, Bluetooth, GPS                             | 2014 1. negyedév |
| MT6582     | ARMv7   | 28 nm              | 1,3 GHz négymagos ARM Cortex-A7 | 32 KiB L1, 512 KiB L2 | Mali-400 MP2 @ 500 MHz (9 GFLOPS FP32-ben)        | LPDDR2/LPDDR3 egycsatornás 32 bites 533 MHz (4,26 GB/s)                                          | GSM, GPRS, HSPA+, HSUPA, UMTS Rel. 8, TD-SCDMA, Wi-Fi, FM, Bluetooth, GPS | 2013 3. negyedév |
| MT6589M    | ARMv7   | 28 nm              | 1,2 GHz négymagos ARM Cortex-A7 | 32 KiB L1, 1 MiB L2   | PowerVR SGX544MP @ 156 MHz (4,9 GFLOPS FP32-ben)  | LPDDR2/LPDDR3 egycsatornás 32 bites 533 MHz (4,26 GB/s)                                          | 3G, HSPA+, TD-SCDMA                                                       | 2013 2. negyedév |
| MT6589     | ARMv7   | 28 nm              | 1,3 GHz négymagos ARM Cortex-A7 | 32 KiB L1, 1 MiB L2   | PowerVR SGX544MP @ 266 MHz (8,5 GFLOPS FP32-ben)  | LPDDR2/LPDDR3 egycsatornás 32 bites 533 MHz (4,26 GB/s)                                          | 3G, HSPA+, TD-SCDMA                                                       | 2013 1. negyedév |
| MT6589T    | ARMv7   | 28 nm              | 1,5 GHz négymagos ARM Cortex-A7 | 32 KiB L1, 1 MiB L2   | PowerVR SGX544MP @ 357 MHz (11,4 GFLOPS FP32-ben) | LPDDR LPDDR2                                                                                     | 3G, HSPA+, TD-SCDMA                                                       | 2013 3. negyedév |
| MT6588     | ARMv7   | 28 nm (TSMC 28HPM) | 1,7 GHz négymagos ARM Cortex-A7 | 32 KiB L1, 1 MiB L2   | Mali-450 MP4 @ 600 MHz (36 GFLOPS FP32-ben)       | LPDDR2 egycsatornás 32 bites 533 MHz (4,26 GB/s) LPDDR3 egycsatornás 32 bites 666 MHz (5,3 GB/s) | R8 HSPA+/TD-SCDMA, Wi-Fi, FM, Bluetooth, GPS                              | 2013 4. negyedév |

1. ↑  korábban MT6588 néven ismert

Hatmagos és nyolcmagos
| Modellszám | CPU ISA | fab                | CPU (mag/frek.)                                                                           | CPU-gyorsítótár     | GPU                                            | memóriatechnológia                                                                               | vezeték nélküli rádiótechnológiák                           | kibocsátás       |
| ---------- | ------- | ------------------ | ----------------------------------------------------------------------------------------- | ------------------- | ---------------------------------------------- | ------------------------------------------------------------------------------------------------ | ----------------------------------------------------------- | ---------------- |
| MT6591     | ARMv7   | 28 nm (TSMC 28HPM) | 1,5 GHz hatmagos ARM Cortex-A7                                                            |                     | Mali-450 MP4 @ 600 MHz (36 GFLOPS FP32-ben)    | LPDDR2 egycsatornás 32 bites LPDDR3 egycsatornás 32 bites                                        | GSM, GPRS, TD-SCDMA, UMTS, HSPA+, HSUPA                     | 2014 1. negyedév |
| MT6592M    | ARMv7   | 28 nm (TSMC 28HPM) | 1,4 GHz nyolcmagos ARM Cortex-A7                                                          | 32 KiB L1, 1 MiB L2 | Mali-450 MP4 @ 600 MHz (36 GFLOPS FP32-ben)    | LPDDR2 egycsatornás 32 bites 533 MHz (4,26 GB/s) LPDDR3 egycsatornás 32 bites 666 MHz (5,3 GB/s) | R8 HSPA+/TD-SCDMA, Wi-Fi, FM, Bluetooth, GPS                | 2014             |
| MT6592     | ARMv7   | 28 nm (TSMC 28HPM) | 1,7–2 GHz nyolcmagos ARM Cortex-A7                                                        | 32 KiB L1, 1 MiB L2 | Mali-450 MP4 @ 700 MHz (42 GFLOPS FP32-ben)    | LPDDR2 egycsatornás 32 bites 533 MHz (4,26 GB/s) LPDDR3 egycsatornás 32 bites 666 MHz (5,3 GB/s) | R8 HSPA+/TD-SCDMA, Wi-Fi, FM, Bluetooth, GPS                | 2013 4. negyedév |
| MT6595M    | ARMv7   | 28 nm (TSMC 28HPM) | 2,0 GHz négymagos ARM Cortex-A17 1,5 GHz négymagos ARM Cortex-A7 (ARM big.LITTLE GTS-sel) | 32 KiB L1, 2 MiB L2 | PowerVR G6200 @ 450 MHz (57,6 GFLOPS FP32-ben) | LPDDR3 kétcsatornás 32 bites (64 bites) 933 MHz (14,9 GB/s)                                      | WCDMA, TD-SCDMA, GSM, FDD/TDD-LTE, CMCC 3G, CMCC 4G, TD-LTE | 2014 1. negyedév |
| MT6595     | ARMv7   | 28 nm (TSMC 28HPM) | 2,2 GHz négymagos ARM Cortex-A17 1,7 GHz négymagos ARM Cortex-A7 (ARM big.LITTLE GTS-sel) | 32 KiB L1, 2 MiB L2 | PowerVR G6200 @ 600 MHz (76,8 GFLOPS FP32-ben) | LPDDR3 kétcsatornás 32 bites (64 bites) 933 MHz (14,9 GB/s)                                      | WCDMA, TD-SCDMA, GSM, FDD/TDD-LTE, CMCC 3G, CMCC 4G, TD-LTE | 2014 1. negyedév |

1. ↑  Bár a MediaTek az MT6592 platformot LTE (4G) támogatással hirdeti, valójában az MT6592 csipben lévő modem nem támogatja az LTE-t.

### ARMv8
Négymagos
| Modellszám | CPU ISA            | fab                | CPU (mag/frek.)                      | GPU                                                 | memóriatechnológia                                          | vezeték nélküli rádiótechnológiák                              | kibocsátás       |
| ---------- | ------------------ | ------------------ | ------------------------------------ | --------------------------------------------------- | ----------------------------------------------------------- | -------------------------------------------------------------- | ---------------- |
| MT6731     | ARMv8-A (64 bites) | 28 nm (TSMC 28HPM) | 1,1 GHz négymagos ARM Cortex-A53     | PowerVR GE8100 @ 350 MHz (5,6 GFLOPS FP32-ben)      | LPDDR2/3 egycsatornás 32 bites 667 MHz (5,3 GB/s) 512 MiB   | GSM, UMTS, GPRS, HSPA+, HSUPA, LTE Cat 4                       | 2019 1. negyedév |
| MT6735P    | ARMv8-A (64 bites) | 28 nm (TSMC 28HPM) | 1,0 GHz négymagos ARM Cortex-A53     | Mali-T720 MP2 @ 400 MHz (16 GFLOPS FP32-ben)        | LPDDR3 egycsatornás 32 bites 533 MHz (4,2 GB/s) max. 3 GB   | GSM, UMTS, GPRS, HSPA+, HSUPA, TD-SCDMA, EVDO, LTE Cat 4       | Q2 2015          |
| MT6735M    | ARMv8-A (64 bites) | 28 nm (TSMC 28HPM) | 1,0 GHz négymagos ARM Cortex-A53     | Mali-T720 MP2 @ 500 MHz (20 GFLOPS FP32-ben)        | LPDDR3 egycsatornás 32 bites 533 MHz (4,2 GB/s) max. 3 GB   | GSM, UMTS, GPRS, HSPA+, HSUPA, TD-SCDMA, EVDO, LTE Cat 4       | Q2 2015          |
| MT6735     | ARMv8-A (64 bites) | 28 nm (TSMC 28HPM) | 1,3 GHz négymagos ARM Cortex-A53     | Mali-T720 MP2 @ 600 MHz (24 GFLOPS FP32-ben)        | LPDDR3 egycsatornás 32 bites 533 MHz (4,2 GB/s) max. 3 GB   | GSM, UMTS, GPRS, HSPA+, HSUPA, TD-SCDMA, EVDO, LTE Cat 4       | 2015 2. negyedév |
| MT6737     | ARMv8-A (64 bites) | 28 nm (TSMC 28HPM) | 1.1-1,3 GHz négymagos ARM Cortex-A53 | Mali-T720 MP2 @ 550–650 MHz (22–26 GFLOPS FP32-ben) | LPDDR3 egycsatornás 32 bites 533 MHz (4,2 GB/s) max. 3 GB   | GSM, UMTS, GPRS, HSPA+, HSUPA, TD-SCDMA, EVDO, LTE Cat 4 VoLTE | 2016 2. negyedév |
| MT6737T    | ARMv8-A (64 bites) | 28 nm (TSMC 28HPM) | 1,5 GHz négymagos ARM Cortex-A53     | Mali-T720 MP2 @ 600 MHz (24 GFLOPS FP32-ben)        | LPDDR2/3 egycsatornás 32 bites 733 MHz (5,8 GB/s) max. 3 GB | GSM, UMTS, GPRS, HSPA+, HSUPA, TD-SCDMA, EVDO, LTE Cat 4 VoLTE | 2016 2. negyedév |
| MT6732M    | ARMv8-A (64 bites) | 28 nm (TSMC 28HPM) | 1,3 GHz négymagos ARM Cortex-A53     | Mali-T760 MP2 @ 500 MHz (28 GFLOPS FP32-ben)        | LPDDR3 egycsatornás 32 bites 800 MHz (6,4 GB/s)             | GSM, UMTS, GPRS, HSPA+, HSUPA, TD-SCDMA, LTE Cat 4             | 2014 3. negyedév |
| MT6732     | ARMv8-A (64 bites) | 28 nm (TSMC 28HPM) | 1,5 GHz négymagos ARM Cortex-A53     | Mali-T760 MP2 @ 500 MHz (28 GFLOPS FP32-ben)        | LPDDR3 egycsatornás 32 bites 800 MHz (6,4 GB/s)             | GSM, UMTS, GPRS, HSPA+, HSUPA, TD-SCDMA, LTE Cat 4             | 2014 3. negyedév |
| MT6738     | ARMv8-A (64 bites) | 28 nm (TSMC 28HPM) | 1,5 GHz négymagos ARM Cortex-A53     | Mali-T860 MP2 @ 350 MHz (19,6 GFLOPS FP32-ben)      | LPDDR3 egycsatornás 32 bites 667 MHz (5,3 GB/s) max. 4 GB   | GSM, UMTS, GPRS, HSPA+, HSUPA, TD-SCDMA, EVDO, LTE Cat 6       | 2016             |
| MT6738T    | ARMv8-A (64 bites) | 28 nm (TSMC 28HPM) | 1,5 GHz négymagos ARM Cortex-A53     | Mali-T860 MP2 @ 520 MHz (29,1 GFLOPS FP32-ben)      | LPDDR3 egycsatornás 32 bites 667 MHz (5,3 GB/s) max. 4 GB   | GSM, UMTS, GPRS, HSPA+, HSUPA, TD-SCDMA, EVDO, LTE Cat 6       | 2016             |
| MT6739     | ARMv8-A (64 bites) | 28 nm (TSMC 28HPM) | 1,5 GHz négymagos ARM Cortex-A53     | PowerVR GE8100 @ 570 MHz (9,1 GFLOPS FP32-ben)      | LPDDR3 egycsatornás 32 bites 667 MHz (5,3 GB/s) max. 3 GB   | GSM, UMTS, GPRS, HSPA+, HSUPA, TD-SCDMA, LTE Cat 4             | 2017 4. negyedév |

Nyolcmagos
| Modellszám | CPU ISA            | fab                | CPU (mag/frek.)                                                     | GPU                                            | memóriatechnológia                                                | vezeték nélküli rádiótechnológiák                                                                       | kibocsátás       |
| ---------- | ------------------ | ------------------ | ------------------------------------------------------------------- | ---------------------------------------------- | ----------------------------------------------------------------- | --- | ---------------- |
| MT6750     | ARMv8-A (64 bites) | 28 nm (TSMC 28HPM) | 1,5 GHz négymagos ARM Cortex-A53 + 1,0 GHz négymagos ARM Cortex-A53 | Mali-T860 MP2 @ 520 MHz (29,1 GFLOPS FP32-ben) | LPDDR3 egycsatornás 32 bites 667 MHz (5,3 GB/s) max. 4 GB         | GSM, UMTS, GPRS, TD-SCDMA, HSPA+, HSUPA, CDMA2000 1x/EVDO Rev. A, Cat 6 FDD/ TD-LTE 20+20 CA-val, VoLTE | 2016 2. negyedév |
| MT6750N    | ARMv8-A (64 bites) | 28 nm (TSMC 28HPM) | 1,5 GHz négymagos ARM Cortex-A53 + 1,0 GHz négymagos ARM Cortex-A53 | Mali-T860 MP2 @ 520 MHz (29,1 GFLOPS FP32-ben) | LPDDR3 egycsatornás 32 bites 667 MHz (5,3 GB/s) max. 4 GB         | GSM, UMTS, GPRS, TD-SCDMA, HSPA+, HSUPA, CDMA2000 1x/EVDO Rev. A, Cat 6 FDD/ TD-LTE 20+20 CA-val, VoLTE | 2018 1. negyedév |
| MT6753     | ARMv8-A (64 bites) | 28 nm (TSMC 28HPM) | 1,5 GHz négymagos ARM Cortex-A53 + 1,3 GHz négymagos ARM Cortex-A53 | Mali-T720 MP3 @ 700 MHz (42 GFLOPS FP32-ben)   | LPDDR3 egycsatornás 32 bites 667 MHz (5,3 GB/s) max. 3 GB         | GSM, UMTS, GPRS, TD-SCDMA, HSPA+, HSUPA, CDMA2000 1x/EVDO Rev. A, Cat 4 FDD/TD-LTE                      | 2015 3. negyedév |
| MT6750T    | ARMv8-A (64 bites) | 28 nm (TSMC 28HPM) | 1,5 GHz négymagos ARM Cortex-A53 + 1,0 GHz négymagos ARM Cortex-A53 | Mali-T860 MP2 @ 650 MHz (36,4 GFLOPS FP32-ben) | LPDDR3 egycsatornás 32 bites 833 MHz (6,6 GB/s) LPDDR3 max. 4 GiB | GSM, UMTS, GPRS, TD-SCDMA, HSPA+, HSUPA, CDMA2000 1x/EVDO Rev. A, Cat 6 FDD/TD-LTE 20+20 CA-val, VoLTE  | 2016 2. negyedév |
| MT6750S    | ARMv8-A (64 bites) | 28 nm (TSMC 28HPM) | 1,5 GHz négymagos ARM Cortex-A53 + 1,0 GHz négymagos ARM Cortex-A53 | Mali-T860 MP2                                  | LPDDR3 egycsatornás 32 bites 833 MHz (6,6 GB/s) LPDDR3 max. 4 GiB | GSM, UMTS, GPRS, TD-SCDMA, HSPA+, HSUPA, CDMA2000 1x/EVDO Rev. A, Cat 6 FDD/TD-LTE 20+20 CA-val, VoLTE  | 2018 1. negyedév |
| MT6752M    | ARMv8-A (64 bites) | 28 nm (TSMC 28HPM) | 1,5 GHz nyolcmagos ARM Cortex-A53                                   | Mali-T760 MP2 @ 700 MHz (39,2 GFLOPS FP32-ben) | LPDDR3 egycsatornás 32 bites 800 MHz (6,4 GB/s)                   | GSM, UMTS, GPRS, HSPA+, HSUPA, TD-SCDMA, LTE Cat 4                                                      | 2014 3. negyedév |
| MT6752     | ARMv8-A (64 bites) | 28 nm (TSMC 28HPM) | 1,7 GHz nyolcmagos ARM Cortex-A53                                   | Mali-T760 MP2 @ 700 MHz (39,2 GFLOPS FP32-ben) | LPDDR3 egycsatornás 32 bites 800 MHz (6,4 GB/s)                   | GSM, UMTS, GPRS, HSPA+, HSUPA, TD-SCDMA, LTE Cat 4                                                      | 2014 3. negyedév |

## Helio sorozat

### Helio X sorozat (2014–2017)
| Modellszám                    | CPU ISA           | Fab                | CPU (mag/frek.)                                                          | GPU                                                     | memóriatechnológia                                             | APU (AI Processing Unit) | vezeték nélküli rádiótechnológiák                                                                                                  | kibocsátás       |
| ----------------------------- | ----------------- | ------------------ | ------------------------------------------------------------------------ | ------------------------------------------------------- | -------------------------------------------------------------- | ------------------------ | --- | ---------------- |
| Helio X10 MT6795M/ 6795/6795T | ARM v8-A (64-bit) | 28 nm (TSMC 28HPM) | 4× Cortex-A53 @ 2.0/2,2 GHz 4× Cortex-A53 @ 1,2 GHz                      | PowerVR G6200 @ 550/700 MHz (70,4/89,6 GFLOPS FP32-ben) | LPDDR3 kétcsatornás 32 bites (64 bites) 933 MHz (14,9 GB/s)    | N/A                      | UMTS, HSPA+, HSUPA, GSM, GPRS, TD-SCDMA LTE Cat 4                                                                                  | 2014 4. negyedév |
| Helio X20 MT6797              | ARM v8-A (64-bit) | 20 nm (TSMC 20SoC) | 2× Cortex-A72 @ 2,1 GHz 4× Cortex-A53 @ 1,85 GHz 4× Cortex-A53 @ 1,4 GHz | Mali-T880 MP4 @ 780 MHz (131,0 GFLOPS FP32-ben)         | LPDDR3 kétcsatornás 32 bites (64 bites) 800 MHz (12,8 GB/s)    | N/A                      | UMTS, HSPA+, HSUPA, GSM, GPRS, TD-SCDMA, CDMA2000 1x/EVDO Rev. A Cat 6 FDD/TD-LTE (20+20CA)                                        | 2015 4. negyedév |
| Helio X23 MT6797D             | ARM v8-A (64-bit) | 20 nm (TSMC 20SoC) | 2× Cortex-A72 @ 2,3 GHz 4× Cortex-A53 @ 1,85 GHz 4× Cortex-A53 @ 1,4 GHz | Mali-T880 MP4 @ 800 MHz (134,4 GFLOPS FP32-ben)         | LPDDR3 kétcsatornás 32 bites (64 bites) 800 MHz (12,8 GB/s)    | N/A                      | UMTS, HSPA+, HSUPA, GSM, GPRS, TD-SCDMA, CDMA2000 1x/EVDO Rev. A Cat 6 FDD/TD-LTE (20+20CA)                                        | 2017 1. negyedév |
| Helio X25 MT6797T             | ARM v8-A (64-bit) | 20 nm (TSMC 20SoC) | 2× Cortex-A72 @ 2,5 GHz 4× Cortex-A53 @ 2 GHz 4 × Cortex-A53 @ 1,55 GHz  | Mali-T880 MP4 @ 800 MHz (134,4 GFLOPS FP32-ben)         | LPDDR3 kétcsatornás 32 bites (64 bites) 800 MHz (12,8 GB/s)    | N/A                      | UMTS, HSPA+, HSUPA, GSM, GPRS, TD-SCDMA, CDMA2000 1x/EVDO Rev. A Cat 6 FDD/TD-LTE (20+20CA)                                        | 2015 4. negyedév |
| Helio X27 MT6797X             | ARM v8-A (64-bit) | 20 nm (TSMC 20SoC) | 2× Cortex-A72 @ 2,6 GHz 4× Cortex-A53 @ 2 GHz 4× Cortex-A53 @ 1,6 GHz    | Mali-T880 MP4 @ 875 MHz (147,0 GFLOPS FP32-ben)         | LPDDR3 kétcsatornás 32 bites (64 bites) 800 MHz (12,8 GB/s)    | N/A                      | UMTS, HSPA+, HSUPA, GSM, GPRS, TD-SCDMA, CDMA2000 1x/EVDO Rev. A Cat 6 FDD/TD-LTE (20+20CA)                                        | 2017 1. negyedév |
| Helio X30 MT6799              | ARM v8-A (64-bit) | 10 nm (TSMC 10FF)  | 2× Cortex-A73 @ 2,6 GHz 4× Cortex-A53 @ 2,2 GHz 4× Cortex-A35 @ 1,9 GHz  | PowerVR 7XTP-MT4 @ 850 MHz (217,6 GFLOPS FP32-ben)      | LPDDR4X négycsatornás 16 bites (64 bites) 1866 MHz (29,9 GB/s) | Cadence Tensilica P5 DSP | FDD-LTE, TD-LTE, WCDMA, TD-SCDMA, CDMA, GSM Cat 10 (DL = 450 Mbit/s, 3× 20 MHz CA, 64-QAM) (UL = 150 Mbit/s, 2× 20 MHz CA, 64-QAM) | 2017 2. negyedév |

### Helio A sorozat (2018–2020)
| Modellszám                        | CPU ISA            | fab                | CPU (mag/frek.)                                   | GPU                                             | memóriatechnológia | vezeték nélküli rádiótechnológiák                                                                       | kibocsátás       |
| --------------------------------- | ------------------ | ------------------ | ------------------------------------------------- | ----------------------------------------------- | --- | --- | ---------------- |
| Helio A20 MT6761V/WE              | ARMv8-A (64 bites) | 12 nm (TSMC 12FFC) | 4× Cortex-A53 @ 1,8 GHz                           | PowerVR GE8300 @ 550 MHz (17,6 GFLOPS FP32-ben) | LPDDR3 egycsatornás 32 bites 800 MHz (12,8 GB/s) LPDDR4 kétcsatornás 16 bites (32 bites) 1200 MHz (9,6 GB/s)                                                               | UMTS, HSPA+, HSUPA, GSM, GPRS, TD-SCDMA, LTE Cat 6, CDMA2000 1x/EVDO Rev. A (SRLTE)                     | 2020 1. negyedév |
| Helio A22 MT6761V/WAB MT6761V/WBB | ARMv8-A (64 bites) | 12 nm (TSMC 12FFC) | 4× Cortex-A53 @ 2,0 GHz                           | PowerVR GE8300 @ 660 MHz (21,1 GFLOPS FP32-ben) | LPDDR3 egycsatornás 32 bites 933 MHz (13,9 GB/s) LPDDR4X kétcsatornás 16 bites (32 bites) 1600 MHz (12,8 GB/s)                                                             | UMTS, HSPA+, HSUPA, GSM, GPRS, TD-SCDMA, LTE Cat 7 (DL) & Cat 13 (UL), CDMA2000 1x/ EVDO Rev. A (SRLTE) | 2018 2. negyedév |
| Helio A25 MT6762V/WB MT6762V/WD   | ARMv8-A (64 bites) | 12 nm (TSMC 12FFC) | 4× Cortex-A53 @ 1,8 GHz + 4× Cortex-A53 @ 1,5 GHz | PowerVR GE8320 @ 600 MHz (38,4 GFLOPS FP32-ben) | LPDDR3 egycsatornás 32 bites 933 MHz (13,9 GB/s) LPDDR4 kétcsatornás 16 bites (32 bites) 1200 MHz (9,6 GB/s) LPDDR4X kétcsatornás 16 bites (32 bites) 1600 MHz (12,8 GB/s) | UMTS, HSPA+, HSUPA, GSM, GPRS, TD-SCDMA, LTE Cat 4, CDMA2000 1x/EVDO Rev. A (SRLTE)                     | 2019 4. negyedév |

### Helio P sorozat (2015–2020)
| Modellszám                        | CPU ISA            | Fab                 | CPU (mag/frek.)                                          | GPU                                              | memóriatechnológia                                                                                            | APU (AI Processing Unit)                                                         | vezeték nélküli rádiótechnológiák | kibocsátás       |
| --------------------------------- | ------------------ | ------------------- | -------------------------------------------------------- | ------------------------------------------------ | --- | -------------------------------------------------------------------------------- | --- | ---------------- |
| Helio P10 MT6755 MT6755M          | ARMv8-A (64 bites) | 28 nm (TSMC 28HPC+) | 4× Cortex-A53 @ 2.0/1,8 GHz 4× Cortex-A53 @ 1.2/1,0 GHz  | Mali-T860 MP2 @ 700 MHz (39,2 GFLOPS FP32-ben)   | LPDDR3 egycsatornás 32 bites 933 MHz (7,4 GB/s)                                                               | N/A                                                                              | GSM, UMTS, GPRS, HSPA+, HSUPA, TD-SCDMA, CDMA2000 1x/EVDO Rev. A, Cat 6 FDD és TD-LTE 20+20 CA-val                                                        | 2015 4. negyedév |
| Helio P15 MT6755T                 | ARMv8-A (64 bites) | 28 nm (TSMC 28HPC+) | 4× Cortex-A53 @ 2,2 GHz 4× Cortex-A53 @ 1,2 GHz          | Mali-T860 MP2 @ 700 MHz (39,2 GFLOPS FP32-ben)   | LPDDR3 egycsatornás 32 bites 933 MHz (7,4 GB/s)                                                               | N/A                                                                              | GSM, UMTS, GPRS, HSPA+, HSUPA, TD-SCDMA, CDMA2000 1x/EVDO Rev. A, Cat 6 FDD és TD-LTE 20+20 CA-val                                                        | 2016 3. negyedév |
| Helio P18 MT6755S                 | ARMv8-A (64 bites) | 28 nm (TSMC 28HPC+) | 4× Cortex-A53 @ 2,0 GHz 4× Cortex-A53 @ 1,4 GHz          | Mali-T860 MP2 @ 800 MHz (44,8 GFLOPS FP32-ben)   | LPDDR3 egycsatornás 32 bites 933 MHz (7,4 GB/s)                                                               | N/A                                                                              | GSM, UMTS, GPRS, HSPA+, HSUPA, TD-SCDMA, CDMA2000 1x/EVDO Rev. A, Cat 6 FDD és TD-LTE 20+20 CA-val                                                        | 2018 1. negyedév |
| Helio P20 MT6757                  | ARMv8-A (64 bites) | 16 nm (TSMC 16FF+)  | 4× Cortex-A53 @ 2,3 GHz 4× Cortex-A53 @ 1,6 GHz          | Mali-T880 MP2 @ 900 MHz (50,4 GFLOPS FP32-ben)   | LPDDR4X kétcsatornás 16 bites (32 bites) 1600 MHz (12,8 GB/s)                                                 | N/A                                                                              | GSM, UMTS, GPRS, HSPA+, HSUPA, TD-SCDMA, CDMA2000 1x/EVDO Rev. A, Cat 6 FDD és TD-LTE 20+20 CA-val                                                        | 2016 3. negyedév |
| Helio P25 / P25T MT6757CD MT6757T | ARMv8-A (64 bites) | 16 nm (TSMC 16FF+)  | 4× Cortex-A53 @ 2.4/2,6 GHz 4× Cortex-A53 @ 1.65/1,7 GHz | Mali-T880 MP2 @ 1,0 GHz (56,0 GFLOPS FP32-ben)   | LPDDR4X kétcsatornás 16 bites (32 bites) 1600 MHz (12,8 GB/s)                                                 | N/A                                                                              | GSM, UMTS, GPRS, HSPA+, HSUPA, TD-SCDMA, CDMA2000 1x/EVDO Rev. A, Cat 6 FDD és TD-LTE 20+20 CA-val                                                        | 2017 2. negyedév |
| Helio P22 MT6762                  | ARMv8-A (64 bites) | 12 nm (TSMC 12FFC)  | 4× Cortex-A53 @ 2,0 GHz 4× Cortex-A53 @ 1,5 GHz          | PowerVR GE8320 @ 650 MHz (41,6 GFLOPS FP32-ben)  | LPDDR3 egycsatornás 32 bites 933 MHz (7,4 GB/s) LPDDR4X kétcsatornás 16 bites (32 bites) 1600 MHz (12,8 GB/s) | N/A                                                                              | GSM, UMTS, GPRS, HSPA+, HSUPA, TD-SCDMA, CDMA2000 1x/EVDO Rev. A, Cat 7 FDD és TD-LTE 20+20 CA-val, kettős 4G LTE DSDS kettős VoLTE/ViLTE -vel            | 2018 2. negyedév |
| Helio P23 / P23T MT6763 MT6763T   | ARMv8-A (64 bites) | 16 nm (TSMC 16FF+)  | 4× Cortex-A53 @ 2.3/2,5 GHz 4× Cortex-A53 @ 1,65 GHz     | Mali-G71 MP2 @ 770 MHz (37 GFLOPS FP32-ben)      | LPDDR4X kétcsatornás 16 bites (32 bites) 1600 MHz (12,8 GB/s)                                                 | N/A                                                                              | GSM, UMTS, GPRS, HSPA+, HSUPA, TD-SCDMA, CDMA2000 1x/EVDO Rev. A, Cat 7 FDD és TD-LTE 20+20 CA-val, kettős 4G LTE DSDS kettős VoLTE/ViLTE -vel            | 2017 3. negyedév |
| Helio P30 MT6758                  | ARMv8-A (64 bites) | 16 nm (TSMC 16FF+)  | 4× Cortex-A53 @ 2,3 GHz 4× Cortex-A53 @ 1,65 GHz         | Mali-G71 MP2 @ 950 MHz (45,6 GFLOPS FP32-ben)    | LPDDR4X kétcsatornás 16 bites (32 bites) 1600 MHz (12,8 GB/s)                                                 | Cadence Tensilica Vision P5 DSP @ 500 MHz                                        | GSM, UMTS, GPRS, HSPA+, HSUPA, TD-SCDMA, CDMA2000 1x/EVDO Rev. A, Cat 6 FDD és TD-LTE 20+20 CA-val                                                        | 2017 3. negyedév |
| Helio P35 MT6765                  | ARMv8-A (64 bites) | 12 nm (TSMC 12FFC)  | 4× Cortex-A53 @ 2,3 GHz 4× Cortex-A53 @ 1,8 GHz          | PowerVR GE8320 @ 680 MHz (43,5 GFLOPS FP32-ben)  | LPDDR4X kétcsatornás 16 bites (32 bites) 1600 MHz (12,8 GB/s)                                                 | Cadence Tensilica Vision P5 DSP @ 500 MHz                                        | | 2018 4. negyedév |
| Helio P60 MT6771                  | ARMv8-A (64 bites) | 12 nm (TSMC 12FFC)  | 4× Cortex-A73 @ 2,0 GHz 4× Cortex-A53 @ 2 GHz            | Mali-G72 MP3 @ 800 MHz (57,6 GFLOPS FP32-ben)    | LPDDR4X kétcsatornás 16 bites (32 bites) 1800 MHz (14,4 GB/s)                                                 | 2× Cadence Tensilica Vision P6 DSP @ 525 MHz (2x 140 GMACs)                      | GSM, UMTS, GPRS, HSPA+, HSUPA, TD-SCDMA, CDMA2000 1x/EVDO Rev. A, Cat-7 (DL) / Cat-13 (UL); kettős 4G VoLTE; TAS 2.0; Global IMS                          | 2018 1. negyedév |
| Helio P65 MT6768                  | ARMv8-A (64 bites) | 12 nm (TSMC 12FFC)  | 2× Cortex-A75 @ 2,0 GHz 6× Cortex-A55 @ 1,7 GHz          | Mali-G52 MC2 @ 820 MHz (78,7 GFLOPS FP32-ben)    | LPDDR4X kétcsatornás 16 bites (32 bites) 1866 MHz (14,9 GB/s)                                                 | 2× Cadence Tensilica Vision P6 DSP @ 525 MHz (2x 140 GMACs)                      | | 2019 3. negyedév |
| Helio P70 MT6771V/CT MT6771V/WT   | ARMv8-A (64 bites) | 12 nm (TSMC 12FFC)  | 4× Cortex-A73 @ 2,1 GHz 4× Cortex-A53 @ 2,0 GHz          | Mali-G72 MP3 @ 900 MHz (64,8 GFLOPS FP32-ben)    | LPDDR4X kétcsatornás 16 bites (32 bites) 1800 MHz (14,4 GB/s)                                                 | 2× Cadence Tensilica Vision P6 DSP @ 525 MHz (2x 140 GMACs)                      | GSM, UMTS, GPRS, HSPA+, HSUPA, TD-SCDMA, CDMA2000 1x/EVDO Rev. A, Cat-7 (DL)/Cat-13 (UL); kettős 4G VoLTE; TAS 2.0; Global IMS                            | 2018 4. negyedév |
| Helio P90 MT6779V/CU              | ARMv8.2-A (64-bit) | 12 nm (TSMC 12FFC)  | 2× Cortex-A75 @ 2,2 GHz 6× Cortex-A55 @ 2,0 GHz          | PowerVR GM9446 @ 970 MHz (124,1 GFLOPS FP32-ben) | LPDDR4X kétcsatornás 16 bites (32 bites) 1866 MHz (14,9 GB/s)                                                 | 2× Cadence Tensilica Vision R6 DSP @ 624 MHz (2x 140 GMACs) APU 2.0 (1127 GMACs) | GSM, UMTS, GPRS, HSPA+, HSUPA, TD-SCDMA, CDMA2000 1x/EVDO Rev. A, Cat-12 (DL) / Cat-13 (UL); kettős 4G VoLTE; TAS 2.0; Global IMS Bluetooth 5.0, 4x4 MIMO | 2019 1. negyed   |
| Helio P95 MT6779V/CV              | ARMv8.2-A (64-bit) | 12 nm (TSMC 12FFC)  | 2× Cortex-A75 @ 2,2 GHz 6× Cortex-A55 @ 2,0 GHz          | PowerVR GM9446 @ 970 MHz (124,1 GFLOPS FP32-ben) | LPDDR4X kétcsatornás 16 bites (32 bites) 1866 MHz (14,9 GB/s)                                                 | 2× Cadence Tensilica Vision R6 DSP @ 624 MHz (2x 140 GMACs) APU 2.0 (1127 GMACs) | GSM, UMTS, GPRS, HSPA+, HSUPA, TD-SCDMA, CDMA2000 1x/EVDO Rev. A, Cat-12 (DL) / Cat-13 (UL); kettős 4G VoLTE; TAS 2.0; Global IMS Bluetooth 5.0, 4x4 MIMO | 2020 2. negyed   |

### Helio G sorozat (2019–jelen)
| Modellszám                                                               | CPU ISA              | Fab                | CPU (mag/frek.)                                  | GPU                                             | memóriatechnológia                                                                                            | APU (AI Processing Unit) | képjelfeldolgozó processzor (ISP)                                                               | vezeték nélküli rádiótechnológiák | kibocsátás       |
| ------------------------------------------------------------------------ | -------------------- | ------------------ | ------------------------------------------------ | ----------------------------------------------- | --- | ------------------------ | ----------------------------------------------------------------------------------------------- | --- | ---------------- |
| Helio G25 MT6762G                                                        | ARMv8-A (64 bites)   | 12 nm (TSMC 12FFC) | 4× Cortex-A53 @ 2,0 GHz 4× Cortex-A53 @ 1,5 GHz  | PowerVR GE8320 @ 650 MHz (41,6 GFLOPS FP32-ben) | LPDDR3 egycsatornás 32 bites 933 MHz (7,4 GB/s) LPDDR4X kétcsatornás 16 bites (32 bites) 1600 MHz (12,8 GB/s) | Ismeretlen               | 21 MP egy kamera 30 fps-en 13 MP + 8 MP két kamera 30 fps-en                                    | GSM, UMTS, GPRS, HSPA+, HSUPA, TD-SCDMA, CDMA2000 1x/EVDO Rev. A LTE Cat-4, Cat-7 (DL) / Cat-13 (UL); kettős 4G VoLTE; TAS 2.0; Global IMS Bluetooth 5.0     | 2020 2. negyedév |
| Helio G35 MT6765G MT6765V/CB                                             | ARMv8-A (64 bites)   | 12 nm (TSMC 12FFC) | 4× Cortex-A53 @ 2,3 GHz 4× Cortex-A53 @ 1,8 GHz  | PowerVR GE8320 @ 680 MHz (43,5 GFLOPS FP32-ben) | LPDDR3 egycsatornás 32 bites 933 MHz (7,4 GB/s) LPDDR4X kétcsatornás 16 bites (32 bites) 1600 MHz (12,8 GB/s) | Ismeretlen               | 25 MP egy kamera 30 fps-en 13 MP + 13 MP két kamera 30 fps-en                                   | GSM, UMTS, GPRS, HSPA+, HSUPA, TD-SCDMA, CDMA2000 1x/EVDO Rev. A LTE Cat-4, Cat-7 (DL) / Cat-13 (UL); kettős 4G VoLTE; TAS 2.0; Global IMS Bluetooth 5.0     | 2020 2. negyedév |
| Helio G36 MT6765V/XAA MT6765V/XBA                                        | ARMv8-A (64 bites)   | 12 nm (TSMC 12FFC) | 4× Cortex-A53 @ 2,2 GHz 4× Cortex-A53 @ 1,6 GHz  | PowerVR GE8320 @ 680 MHz (43,5 GFLOPS FP32-ben) | LPDDR3 egycsatornás 32 bites 933 MHz (7,4 GB/s) LPDDR4X kétcsatornás 16 bites (32 bites) 1600 MHz (12,8 GB/s) | Ismeretlen               | 50 MP egy kamera 15 fps-en 25 MP egy kamera 30 fps-en 13 MP + 13 MP két kamera 30 fps-en        | GSM, UMTS, GPRS, HSPA+, HSUPA, TD-SCDMA, CDMA2000 1x/EVDO Rev. A LTE Cat-4, Cat-7 (DL) / Cat-13 (UL); kettős 4G VoLTE; TAS 2.0; Global IMS Bluetooth 5.0     | 2023 1. negyedév |
| Helio G37 MT6765H                                                        | ARMv8-A (64 bites)   | 12 nm (TSMC 12FFC) | 4× Cortex-A53 @ 2,3 GHz 4× Cortex-A53 @ 1,8 GHz  | PowerVR GE8320 @ 680 MHz (43,5 GFLOPS FP32-ben) | LPDDR3 egycsatornás 32 bites 933 MHz (7,4 GB/s) LPDDR4X kétcsatornás 16 bites (32 bites) 1600 MHz (12,8 GB/s) | Ismeretlen               | 50 MP egy kamera 15 fps-en 25 MP egy kamera 30 fps-en 13 MP + 13 MP két kamera 30 fps-en        | GSM, UMTS, GPRS, HSPA+, HSUPA, TD-SCDMA, CDMA2000 1x/EVDO Rev. A LTE Cat-4, Cat-7 (DL) / Cat-13 (UL); kettős 4G VoLTE; TAS 2.0; Global IMS Bluetooth 5.0     | 2021 4. negyedév |
| Helio G50 MT6765V                                                        | ARMv8-A (64 bites)   | 12 nm (TSMC 12FFC) | 4× Cortex-A53 @ 2,2 GHz 4× Cortex-A53 @ 1,7 GHz  | PowerVR GE8320 @ 680 MHz (43,5 GFLOPS FP32-ben) | LPDDR3 egycsatornás 32 bites 933 MHz (7,4 GB/s) LPDDR4X kétcsatornás 16 bites (32 bites) 1600 MHz (12,8 GB/s) | Ismeretlen               | 50 MP egy kamera 15 fps-en 25 MP egy kamera 30 fps-en 13 MP + 13 MP két kamera 30 fps-en        | GSM, UMTS, GPRS, HSPA+, HSUPA, TD-SCDMA, CDMA2000 1x/EVDO Rev. A LTE Cat-4, Cat-7 (DL) / Cat-13 (UL); kettős 4G VoLTE; TAS 2.0; Global IMS Bluetooth 5.0     | 2024 4. negyedév |
| Helio G70 MT6769V/CB                                                     | ARMv8.2-A (64 bites) | 12 nm (TSMC 12FFC) | 2× Cortex-A75 @ 2,0 GHz 6x Cortex-A55 @ 1,7 GHz  | Mali G52 MC2 @ 820 MHz (78,7 GFLOPS FP32-ben)   | LPDDR4X kétcsatornás 16 bites (32 bites) 1800 MHz (14,4 GB/s)                                                 | Ismeretlen               | 48 MP egy kamera 25 MP egy kamera 30 fps-en 16 MP + 16 MP két kamera 30 fps-en                  | GSM, UMTS, GPRS, HSPA+, HSUPA, TD-SCDMA, CDMA2000 1x/EVDO Rev. A LTE Cat-7 (DL) / Cat-13 (UL); kettős 4G VoLTE; TAS 2.0; Global IMS Bluetooth 5.0            | 2020 1. negyedév |
| Helio G80 MT6769T MT6769V/CT MT6769V/CU                                  | ARMv8.2-A (64 bites) | 12 nm (TSMC 12FFC) | 2× Cortex-A75 @ 2,0 GHz 6x Cortex-A55 @ 1,8 GHz  | Mali-G52 MC2 @ 950 MHz (91,2 GFLOPS FP32-ben)   | LPDDR4X kétcsatornás 16 bites (32 bites) 1800 MHz (14,4 GB/s)                                                 | Ismeretlen               | 48 MP egy kamera 25 MP egy kamera 30 fps-en 16 MP + 16 MP két kamera 30 fps-en                  | GSM, UMTS, GPRS, HSPA+, HSUPA, TD-SCDMA, CDMA2000 1x/EVDO Rev. A LTE Cat-7 (DL) / Cat-13 (UL); kettős 4G VoLTE; TAS 2.0; Global IMS Bluetooth 5.0            | 2020 1. negyedév |
| Helio G81 MT6769J                                                        | ARMv8.2-A (64 bites) | 12 nm (TSMC 12FFC) | 2× Cortex-A75 @ 2,0 GHz 6x Cortex-A55 @ 1,7 GHz  | Mali G52 MC2 @ 820 MHz (78,7 GFLOPS FP32-ben)   | LPDDR4X kétcsatornás 16 bites (32 bites) 1800 MHz (14,4 GB/s)                                                 | Ismeretlen               | 48 MP egy kamera 25 MP egy kamera 30 fps-en 16 MP + 16 MP két kamera 30 fps-en                  | GSM, UMTS, GPRS, HSPA+, HSUPA, TD-SCDMA, CDMA2000 1x/EVDO Rev. A LTE Cat-7 (DL) / Cat-13 (UL); kettős 4G VoLTE; TAS 2.0; Global IMS Bluetooth 5.0            | 2024 3. negyedév |
| Helio G85 MT6769Z MT6769V/CZ                                             | ARMv8.2-A (64 bites) | 12 nm (TSMC 12FFC) | 2× Cortex-A75 @ 2,0 GHz 6x Cortex-A55 @ 1,8 GHz  | Mali-G52 MC2 @ 1,0 GHz (96 GFLOPS FP32-ben)     | LPDDR4X kétcsatornás 16 bites (32 bites) 1800 MHz (14,4 GB/s)                                                 | Ismeretlen               | 48 MP egy kamera 25 MP egy kamera 30 fps-en 16 MP + 16 MP két kamera 30 fps-en                  | GSM, UMTS, GPRS, HSPA+, HSUPA, TD-SCDMA, CDMA2000 1x/EVDO Rev. A LTE Cat-7 (DL) / Cat-13 (UL); kettős 4G VoLTE; TAS 2.0; Global IMS Bluetooth 5.0            | 2020 2. negyedév |
| Helio G88 MT6769H                                                        | ARMv8.2-A (64 bites) | 12 nm (TSMC 12FFC) | 2× Cortex-A75 @ 2,0 GHz 6x Cortex-A55 @ 1,8 GHz  | Mali-G52 MC2 @ 1,0 GHz (96 GFLOPS FP32-ben)     | LPDDR4X kétcsatornás 16 bites (32 bites) 1800 MHz (14,4 GB/s)                                                 | Ismeretlen               | 64 MP egy kamera 16 MP + 16 MP két kamera 30 fps-en                                             | GSM, UMTS, GPRS, HSPA+, HSUPA, TD-SCDMA, CDMA2000 1x/EVDO Rev. A LTE Cat-7 (DL) / Cat-13 (UL); kettős 4G VoLTE; TAS 2.0; Global IMS Bluetooth 5.0            | 2021 3. negyedév |
| Helio G91 MT6769G (Ultra)                                                | ARMv8.2-A (64 bites) | 12 nm (TSMC 12FFC) | 2× Cortex-A75 @ 2,0 GHz 6x Cortex-A55 @ 1,8 GHz  | Mali-G52 MC2 @ 1,0 GHz (96 GFLOPS FP32-ben)     | LPDDR4X kétcsatornás 16 bites (32 bites) 1800 MHz (14,4 GB/s)                                                 | Ismeretlen               | 108 MP egy kamera 16 MP + 16 MP két kamera 30 fps-en                                            | GSM, UMTS, GPRS, HSPA+, HSUPA, TD-SCDMA, CDMA2000 1x/EVDO Rev. A LTE Cat-7 (DL) / Cat-13 (UL); kettős 4G VoLTE; TAS 2.0; Global IMS Bluetooth 5.0            | 2024 1. negyedév |
| Helio G92 MT6769I                                                        | ARMv8.2-A (64 bites) | 12 nm (TSMC 12FFC) | 2× Cortex-A75 @ 2,0 GHz 6x Cortex-A55 @ 1,8 GHz  | Mali-G52 MC2 @ 1,0 GHz (96 GFLOPS FP32-ben)     | LPDDR4X kétcsatornás 16 bites (32 bites) 1800 MHz (14,4 GB/s)                                                 | Ismeretlen               | 64 MP egy kamera 16 MP + 16 MP két kamera 30 fps-en                                             | GSM, UMTS, GPRS, HSPA+, HSUPA, TD-SCDMA, CDMA2000 1x/EVDO Rev. A LTE Cat-7 (DL) / Cat-13 (UL); kettős 4G VoLTE; TAS 2.0; Global IMS Bluetooth 5.0            | 2024 4. negyedév |
| Helio G90 MT6785 MT6785V                                                 | ARMv8.2-A (64 bites) | 12 nm (TSMC 12FFC) | 2× Cortex-A76 @ 2,05 GHz 6× Cortex-A55 @ 2,0 GHz | Mali-G76 MC4 @ 720 MHz (138,2 GFLOPS FP32-ben)  | LPDDR4X kétcsatornás 16 bites (32 bites) 2133 MHz (17,0 GB/s)                                                 | 2× APU (1 TOPS)          | 48 MP egy kamera 30 fps-en 24 MP + 16 MP két kamera 30 fps-en                                   | GSM, UMTS, GPRS, HSPA+, HSUPA, TD-SCDMA, CDMA2000 1x/EVDO Rev. A LTE Cat-12 (DL) / Cat-13 (UL); kettős 4G VoLTE; TAS 2.0; Global IMS Bluetooth 5.0, 4x4 MIMO | 2019 3. negyedév |
| Helio G90T MT6785V/CC                                                    | ARMv8.2-A (64 bites) | 12 nm (TSMC 12FFC) | 2× Cortex-A76 @ 2,05 GHz 6× Cortex-A55 @ 2,0 GHz | Mali-G76 MC4 @ 800 MHz (153,6 GFLOPS FP32-ben)  | LPDDR4X kétcsatornás 16 bites (32 bites) 2133 MHz (17,0 GB/s)                                                 | 2× APU (1 TOPS)          | 64 MP egy kamera 22,5 fps-en 48 MP egy kamera 30 fps-en 24 MP + 16 MP két kamera 30 fps-en      | GSM, UMTS, GPRS, HSPA+, HSUPA, TD-SCDMA, CDMA2000 1x/EVDO Rev. A LTE Cat-12 (DL) / Cat-13 (UL); kettős 4G VoLTE; TAS 2.0; Global IMS Bluetooth 5.0, 4x4 MIMO | 2019 3. negyedév |
| Helio G95 MT6785V/CD                                                     | ARMv8.2-A (64 bites) | 12 nm (TSMC 12FFC) | 2× Cortex-A76 @ 2,05 GHz 6× Cortex-A55 @ 2,0 GHz | Mali-G76 MC4 @ 900 MHz (172,8 GFLOPS FP32-ben)  | LPDDR4X kétcsatornás 16 bites (32 bites) 2133 MHz (17,0 GB/s)                                                 | 2× APU (1 TOPS)          | 64 MP egy kamera 22,5 fps-en 48 MP egy kamera 30 fps-en 24 MP + 16 MP két kamera 30 fps-en      | GSM, UMTS, GPRS, HSPA+, HSUPA, TD-SCDMA, CDMA2000 1x/EVDO Rev. A LTE Cat-12 (DL) / Cat-13 (UL); kettős 4G VoLTE; TAS 2.0; Global IMS Bluetooth 5.0, 4x4 MIMO | 2020 3. negyedév |
| Helio G96 MT6781 MT6781V/CD                                              | ARMv8.2-A (64 bites) | 12 nm (TSMC 12FFC) | 2× Cortex-A76 @ 2,05 GHz 6× Cortex-A55 @ 2,0 GHz | Mali-G57 MC2 @ 950 MHz (121,6 GFLOPS FP32-ben)  | LPDDR4X kétcsatornás 16 bites (32 bites) 2133 MHz (17,0 GB/s)                                                 | Ismeretlen               | 108 MP egy kamera 32 MP egy kamera 30 fps-en ZSL-lel 16 MP + 16 MP két kamera 30 fps-en ZSL-lel | GSM, UMTS, GPRS, HSPA+, HSUPA, TD-SCDMA, CDMA2000 1x/EVDO Rev. A LTE Cat-13; kettős 4G VoLTE; TAS 2.0; Global IMS 4x4 MIMO, Bluetooth 5.2                    | 2021 3. negyedév |
| Helio G99 MT6789 MT6789G MT6789U MT6789V/CD MT8781 MT8781V/CA MT8781V/NA | ARMv8.2-A (64 bites) | 6 nm (TSMC N6)     | 2× Cortex-A76 @ 2,2 GHz 6× Cortex-A55 @ 2,0 GHz  | Mali-G57 MC2 @ 1,0 GHz (128 GFLOPS FP32-ben)    | LPDDR4X kétcsatornás 16 bites (32 bites) 2133 MHz (17,0 GB/s)                                                 | Ismeretlen               | 108 MP egy kamera 32 MP egy kamera 30 fps-en ZSL-lel 16 MP + 16 MP két kamera 30 fps-en ZSL-lel | GSM, UMTS, GPRS, HSPA+, HSUPA, TD-SCDMA, CDMA2000 1x/EVDO Rev. A LTE Cat-13; kettős 4G VoLTE; TAS 2.0; Global IMS 4x4 MIMO, Bluetooth 5.2                    | 2022 2. negyedév |
| Helio G100 MT6789H                                                       | ARMv8.2-A (64 bites) | 6 nm (TSMC N6)     | 2× Cortex-A76 @ 2,2 GHz 6× Cortex-A55 @ 2,0 GHz  | Mali-G57 MC2 @ 1,0 GHz (128 GFLOPS FP32-ben)    | LPDDR4X kétcsatornás 16 bites (32 bites) 2133 MHz (17,0 GB/s)                                                 | Ismeretlen               | 200 MP egy kamera 32 MP egy kamera 30 fps-en ZSL-lel 16 MP + 16 MP két kamera 30 fps-en ZSL-lel | GSM, UMTS, GPRS, HSPA+, HSUPA, TD-SCDMA, CDMA2000 1x/EVDO Rev. A LTE Cat-13; kettős 4G VoLTE; TAS 2.0; Global IMS 4x4 MIMO, Bluetooth 5.2                    | 2024 3. negyedév |
| Helio G200                                                               | ARMv8.2-A (64 bites) | 6 nm (TSMC N6)     | 2× Cortex-A76 @ 2,2 GHz 6× Cortex-A55 @ 2,0 GHz  | Mali-G57 MC2 @ 1,1 GHz (140,8 GFLOPS FP32-ben)  | LPDDR4X kétcsatornás 16 bites (32 bites) 2133 MHz (17,0 GB/s)                                                 | Ismeretlen               | 200 MP egy kamera 32 MP egy kamera 30 fps-en ZSL-lel 16 MP + 16 MP két kamera 30 fps-en ZSL-lel | GSM, UMTS, GPRS, HSPA+, HSUPA, TD-SCDMA, CDMA2000 1x/EVDO Rev. A LTE Cat-13; kettős 4G VoLTE; TAS 2.0; Global IMS 4x4 MIMO, Bluetooth 5.2                    | 2025 2. negyedév |

## Dimensity sorozat (2020–jelen)

### Dimensity 700 sorozat
| Modellszám                                            | CPU ISA              | fab            | CPU (mag/frek.)                                 | GPU                                            | memóriatechnológia                                            | képjelfeldolgozó processzor (ISP)                   | vezeték nélküli rádiótechnológiák | kibocsátás       |
| ----------------------------------------------------- | -------------------- | -------------- | ----------------------------------------------- | ---------------------------------------------- | ------------------------------------------------------------- | --------------------------------------------------- | --------------------------------- | ---------------- |
| Dimensity 700 (MT6833 MT6833G MT6833V/ZA MT6833V/NZA) | ARMv8.2-A (64 bites) | 7 nm (TSMC N7) | 2× Cortex-A76 @ 2,2 GHz 6× Cortex-A55 @ 2,0 GHz | Mali-G57 MC2 @ 950 MHz (121,6 GFLOPS FP32-ben) | LPDDR4X kétcsatornás 16 bites (32 bites) 2133 MHz (17,0 GB/s) | 64 MP egy kamera 16 MP + 16 MP két kamera 30 fps-en | 5G NR 6 GHz alatti, LTE           | 2021 1. negyedév |
| Dimensity 720 (MT6853V/ZA MT6853V/NZA)                | ARMv8.2-A (64 bites) | 7 nm (TSMC N7) | 2× Cortex-A76 @ 2,0 GHz 6× Cortex-A55 @ 2,0 GHz | Mali-G57 MC3 @ 730 MHz (140,2 GFLOPS FP32-ben) | LPDDR4X kétcsatornás 16 bites (32 bites) 2133 MHz (17,0 GB/s) | 64 MP egy kamera 20 MP + 16 MP két kamera 30 fps-en | 5G NR 6 GHz alatti, LTE           | 2020 3. negyedév |

### Dimensity 800 sorozat
| Modellszám                                    | CPU ISA            | fab            | CPU (mag/frek.)                                 | GPU                                             | memóriatechnológia                                            | APU (AI Processing Unit)          | képjelfeldolgozó processzor (ISP)                   | vezeték nélküli rádiótechnológiák | kibocsátás       |
| --------------------------------------------- | ------------------ | -------------- | ----------------------------------------------- | ----------------------------------------------- | ------------------------------------------------------------- | --------------------------------- | --------------------------------------------------- | --------------------------------- | ---------------- |
| Dimensity 800U (MT6853T MT6853V/TNZA)         | ARMv8.2-A (64-bit) | 7 nm (TSMC N7) | 2× Cortex-A76 @ 2,4 GHz 6× Cortex-A55 @ 2,0 GHz | Mali-G57 MC3 @ 950 MHz (182,4 GFLOPS FP32-ben)  | LPDDR4X kétcsatornás 16 bites (32 bites) 2133 MHz (17,0 GB/s) | Mediatek APU                      | 64 MP egy kamera 20 MP + 16 MP két kamera 30 fps-en | 5G NR 6 GHz alatti, LTE           | 2020 3. negyedév |
| Dimensity 800 (MT6873)                        | ARMv8.2-A (64-bit) | 7 nm (TSMC N7) | 4× Cortex-A76 @ 2,0 GHz 4× Cortex-A55 @ 2,0 GHz | Mali-G57 MC4 @ 748 MHz (191,5 GFLOPS FP32-ben)  | LPDDR4X kétcsatornás 16 bites (32 bites) 2133 MHz (17,0 GB/s) | Mediatek APU 3.0 (4 mag) 2,4 TOPS | 64 MP egy kamera 32 MP + 16 MP két kamera 30 fps-en | 5G NR 6 GHz alatti, LTE           | 2020 2. negyedév |
| Dimensity 810 (MT6833P MT6833GP MT6833V/PNZA) | ARMv8.2-A (64-bit) | 6 nm (TSMC N6) | 2× Cortex-A76 @ 2,4 GHz 6× Cortex-A55 @ 2,0 GHz | Mali-G57 MC2 @ 1068 MHz (136,7 GFLOPS FP32-ben) | LPDDR4X kétcsatornás 16 bites (32 bites) 2133 MHz (17,0 GB/s) |                                   | 64 MP egy kamera 16 MP + 16 MP két kamera 30 fps-en | 5G NR 6 GHz alatti, LTE           | 2021 3. negyedév |
| Dimensity 820 (MT6875)                        | ARMv8.2-A (64-bit) | 7 nm (TSMC N7) | 4× Cortex-A76 @ 2,6 GHz 4× Cortex-A55 @ 2,0 GHz | Mali-G57 MC5 @ 900 MHz (288 GFLOPS FP32-ben)    | LPDDR4X kétcsatornás 16 bites (32 bites) 2133 MHz (17,0 GB/s) | Mediatek APU 3.0 (4 mag) 2,4 TOPS | 80 MP egy kamera 32 MP + 16 MP két kamera 30 fps-en | 5G NR 6 GHz alatti, LTE           | 2020 2. negyedév |

### Dimensity 900 sorozat
| Modellszám                                 | CPU ISA            | fab            | CPU (mag/frek.)                                 | GPU                                             | memóriatechnológia | APU (AI Processing Unit) | képjelfeldolgozó processzor (ISP)                     | vezeték nélküli rádió technológiák | kibocsátás       |
| ------------------------------------------ | ------------------ | -------------- | ----------------------------------------------- | ----------------------------------------------- | ------------------ | ------------------------ | ----------------------------------------------------- | ---------------------------------- | ---------------- |
| Dimensity 900 (MT6877 MT6877V/ZA)          | ARMv8.2-A (64-bit) | 6 nm (TSMC N6) | 2× Cortex-A78 @ 2,4 GHz 6× Cortex-A55 @ 2,0 GHz | Mali-G68 MC4 @ 900 MHz (230,4 GFLOPS FP32-ben)  | LPDDR4X LPDDR5     | MediaTek APU 3.0         | 108 MP egy kamera, 20 MP + 20 MP két kamera 30 fps-en | 5G NR 6 GHz alatti, LTE            | 2021 2. negyedév |
| Dimensity 920 (MT6877 MT6877T MT6877V/TZA) | ARMv8.2-A (64-bit) | 6 nm (TSMC N6) | 2× Cortex-A78 @ 2,5 GHz 6× Cortex-A55 @ 2,0 GHz | Mali-G68 MC4 @ 950 MHz (243,2 GFLOPS FP32-ben)  | LPDDR4X LPDDR5     | MediaTek APU 3.0         | 108 MP egy kamera, 20 MP + 20 MP két kamera 30 fps-en | 5G NR 6 GHz alatti, LTE            | 2021 3. negyedév |
| Dimensity 930 (MT6855 MT6855G MT6855V/AZA) | ARMv8.2-A (64-bit) | 6 nm (TSMC N6) | 2× Cortex-A78 @ 2,2 GHz 6× Cortex-A55 @ 2,0 GHz | IMG BXM-8-256 @ 950 MHz (243,2 GFLOPS FP32-ben) | LPDDR4X LPDDR5     |                          | 108 MP egy kamera                                     | 5G NR 6 GHz alatti, LTE            | 2022 3. negyedév |

### Dimensity 1000 sorozat
A MediaTek Dimensity 1100 és 1200 sorozatok 2020. december 1-én voltak bejelentve, a gyártó közlése szerint.
| Modellszám                                                      | CPU ISA            | fab            | CPU (mag/frek.)                                                         | GPU                                            | memóriatechnológia                                             | APU (AI Processing Unit)                                        | képjelfeldolgozó processzor (ISP)              | vezeték nélküli rádiótechnológiák                                               | kibocsátás       |
| --------------------------------------------------------------- | ------------------ | -------------- | ----------------------------------------------------------------------- | ---------------------------------------------- | -------------------------------------------------------------- | --------------------------------------------------------------- | ---------------------------------------------- | ------------------------------------------------------------------------------- | ---------------- |
| Dimensity 1000C (MT6883Z/CZA)                                   | ARMv8.2-A (64-bit) | 7 nm (TSMC N7) | 4× Cortex-A77 @ 2,0 GHz 4× Cortex-A55 @ 2,0 GHz                         | Mali-G57 MC5 @ 654 MHz (209,3 GFLOPS FP32-ben) | LPDDR4X négycsatornás 16 bites (64 bites) 1866 MHz (29,9 GB/s) | Mediatek APU 3.0 (4 mag) (2,4 TOPS)                             | fénykép: 64 MP, 32 MP + 16 MP videó: 4K HDR    | 5G NR 6 GHz alatti, kétsávos GNSS, LTE, Wi-Fi 5 (2x2), Bluetooth 5.1            | 2020 3. negyedév |
| Dimensity 1000L (MT6885Z/CZA)                                   | ARMv8.2-A (64-bit) | 7 nm (TSMC N7) | 4× Cortex-A77 @ 2,2 GHz 4× Cortex-A55 @ 2,0 GHz                         | Mali-G77 MC7 @ 695 MHz (311,4 GFLOPS FP32-ben) | LPDDR4X négycsatornás 16 bites (64 bites) 1866 MHz (29,9 GB/s) | Mediatek APU 3.0 (2x nagy, 3x kis és 1x apró (tiny)) (4,5 TOPS) | fénykép: 80 MP, 32 MP + 16 MP videó: 4K HDR    | 5G NR 6 GHz alatti, kétsávos GNSS, LTE, Wi-Fi 6 (2x2), Bluetooth 5.1            | 2020 1. negyedév |
| Dimensity 1000 (MT6889)                                         | ARMv8.2-A (64-bit) | 7 nm (TSMC N7) | 4× Cortex-A77 @ 2,6 GHz 4× Cortex-A55 @ 2,0 GHz                         | Mali-G77 MC9 @ 836 MHz (481,5 GFLOPS FP32-ben) | LPDDR4X négycsatornás 16 bites (64 bites) 1866 MHz (29,9 GB/s) | Mediatek APU 3.0 (2x nagy, 3x kis és 1x apró (tiny)) (4,5 TOPS) | fénykép: 80 MP, 32 MP + 16 MP videó: 4K HDR    | 5G NR 6 GHz alatti, kétsávos GNSS, LTE, Wi-Fi 6 (2x2), Bluetooth 5.1            | 2020 1. negyedév |
| Dimensity 1000+ (MT6889Z/CZA)                                   | ARMv8.2-A (64-bit) | 7 nm (TSMC N7) | 4× Cortex-A77 @ 2,6 GHz 4× Cortex-A55 @ 2,0 GHz                         | Mali-G77 MC9 @ 836 MHz (481,5 GFLOPS FP32-ben) | LPDDR4X négycsatornás 16 bites (64 bites) 1866 MHz (29,9 GB/s) | Mediatek APU 3.0 (2x nagy, 3x kis és 1x apró (tiny)) (4,5 TOPS) | fénykép: 80 MP, 32 MP + 16 MP videó: 4K HDR    | 5G NR 6 GHz alatti, kétsávos GNSS, LTE, Wi-Fi 6 (2x2), Bluetooth 5.1            | 2020 2. negyedév |
| Dimensity 1050 (MT6879 MT6879V/ZA MT6879V_T/ZA)                 | ARMv8.2-A (64-bit) | 6 nm (TSMC N6) | 2× Cortex-A78 @ 2,5 GHz 6× Cortex-A55 @ 2,0 GHz                         | Mali-G610 MC3 @ 1,0 GHz (384 GFLOPS FP32-ben)  | LPDDR4X, LPDDR5                                                | MediaTek APU 550                                                | fénykép: 108 MP, 20 MP + 20 MP videó: 4K30 HDR | 5G NR 6 GHz alatti, kétsávos GNSS, 5G mmWave, LTE, Wi-Fi 6 (2x2), Bluetooth 5.2 | 2022 3. negyedév |
| Dimensity 1080 (MT6877 MT6877V/TTZA MT6877V_T/TTZA)             | ARMv8.2-A (64-bit) | 6 nm (TSMC N6) | 2× Cortex-A78 @ 2,6 GHz 6× Cortex-A55 @ 2,0 GHz                         | Mali-G68 MC4 @ 950 MHz (243,2 GFLOPS FP32-ben) | LPDDR4X, LPDDR5                                                | MediaTek APU 3.0                                                | fénykép: 200 MP videó: 4K30 HDR                | 5G NR 6 GHz alatti, kétsávos GNSS, LTE, Wi-Fi 6 (2x2), Bluetooth 5.2            | 2022 4. negyedév |
| Dimensity 1100 (MT6891 MT6891Z/CZA MT6891Z_Z/CZA MT6891Z_T/CZA) | ARMv8.2-A (64-bit) | 6 nm (TSMC N6) | 4× Cortex-A78 @ 2,6 GHz 4× Cortex-A55 @ 2,0 GHz                         | Mali-G77 MC9 @ 836 MHz (481,5 GFLOPS FP32-ben) | LPDDR4X négycsatornás 16 bites (64 bites) 2133 MHz (34,1 GB/s) | Mediatek APU 3.0 (6 mag)                                        | fénykép: 108 MP, 32 MP + 16 MP videó: 4K HDR   | 5G NR 6 GHz alatti, kétsávos GNSS, LTE, Wi-Fi 6 (2x2), Bluetooth 5.2            | 2021 1. negyedév |
| Dimensity 1200 (MT6893 MT6893Z/CZA MT6893Z_A/CZA)               | ARMv8.2-A (64-bit) | 6 nm (TSMC N6) | 1× Cortex-A78 @ 3,0 GHz 3× Cortex-A78 @ 2,6 GHz 4× Cortex-A55 @ 2,0 GHz | Mali-G77 MC9 @ 886 MHz (510,3 GFLOPS FP32-ben) | LPDDR4X négycsatornás 16 bites (64 bites) 2133 MHz (34,1 GB/s) | Mediatek APU 3.0 (6 mag) (12.5%+)                               | fénykép: 200 MP, 32 MP + 16 MP videó: 4K HDR   | 5G NR 6 GHz alatti, kétsávos GNSS, LTE, Wi-Fi 6 (2x2), Bluetooth 5.2            | 2021 1. negyedév |
| Dimensity 1300 (MT6893Z_Z/CZA MT6893Z_T/CZA)                    | ARMv8.2-A (64-bit) | 6 nm (TSMC N6) | 1× Cortex-A78 @ 3,0 GHz 3× Cortex-A78 @ 2,6 GHz 4× Cortex-A55 @ 2,0 GHz | Mali-G77 MC9 @ 886 MHz (510,3 GFLOPS FP32-ben) | LPDDR4X négycsatornás 16 bites (64 bites) 2133 MHz (34,1 GB/s) | Mediatek APU 3.0 (6 mag) (12.5%+)                               | fénykép: 200 MP, 32 MP + 16 MP videó: 4K HDR   | 5G NR 6 GHz alatti, kétsávos GNSS, LTE, Wi-Fi 6 (2x2), Bluetooth 5.2            | 2022 2. negyedév |

### Dimensity 6000 sorozat
| Modellszám                                      | CPU ISA              | fab            | CPU (mag/frek.)                                 | GPU                                             | memóriatechnológia                                            | képjelfeldolgozó processzor (ISP)      | vezeték nélküli rádiótechnológiák                                       | kibocsátás       |
| ----------------------------------------------- | -------------------- | -------------- | ----------------------------------------------- | ----------------------------------------------- | ------------------------------------------------------------- | -------------------------------------- | ----------------------------------------------------------------------- | ---------------- |
| Dimensity 6020 (Dimensity 700 átnevezve)        | ARMv8.2-A (64 bites) | 7 nm (TSMC N7) | 2× Cortex-A76 @ 2,2 GHz 6× Cortex-A55 @ 2,0 GHz | Mali-G57 MC2 @ 950 MHz (121,6 GFLOPS FP32-ben)  | LPDDR4X kétcsatornás 16 bites (32 bites) 2133 MHz (17,0 GB/s) | fénykép: 64 MP, 16 + 16 MP videó: 2K30 | 5G NR 6 GHz alatti, 4G LTE, kétsávos GNSS, Wi-Fi 5 (1x1), Bluetooth 5.1 | 2023 1. negyedév |
| Dimensity 6080 (Dimensity 810 átnevezve)        | ARMv8.2-A (64 bites) | 6 nm (TSMC N6) | 2× Cortex-A76 @ 2,4 GHz 6× Cortex-A55 @ 2,0 GHz | Mali-G57 MC2 @ 1068 MHz (136,7 GFLOPS FP32-ben) | LPDDR4X kétcsatornás 16 bites (32 bites) 2133 MHz (17,0 GB/s) | fénykép: 108 MP, 16 + 16 MP            | 5G NR 6 GHz alatti, 4G LTE, kétsávos GNSS, Wi-Fi 5 (1x1), Bluetooth 5.1 | 2023 1. negyedév |
| Dimensity 6100+ (MT6835 MT6835V/ZA MT8755V/TZB) | ARMv8.2-A (64 bites) | 6 nm (TSMC N6) | 2× Cortex-A76 @ 2,2 GHz 6× Cortex-A55 @ 2,0 GHz | Mali-G57 MC2 @ 962 MHz (123,1 GFLOPS FP32-ben)  | LPDDR4X kétcsatornás 16 bites (32 bites) 2133 MHz (17,0 GB/s) | fénykép: 108 MP, 16 + 16 MP            | 5G NR 6 GHz alatti, 4G LTE, kétsávos GNSS, Wi-Fi 5 (1x1), Bluetooth 5.2 | 2023 3. negyedév |
| Dimensity 6300 (MT6835 MT6835T MT6835V/TZB)     | ARMv8.2-A (64 bites) | 6 nm (TSMC N6) | 2× Cortex-A76 @ 2,4 GHz 6× Cortex-A55 @ 2,0 GHz | Mali-G57 MC2 @ 1072 MHz (137,2 GFLOPS FP32-ben) | LPDDR4X kétcsatornás 16 bites (32 bites) 2133 MHz (17,0 GB/s) | fénykép: 108 MP, 16 + 16 MP            | 5G NR 6 GHz alatti, 4G LTE, kétsávos GNSS, Wi-Fi 5 (1x1), Bluetooth 5.2 | 2024 2. negyedév |
| Dimensity 6400                                  | ARMv8.2-A (64 bites) | 6 nm (TSMC N6) | 2× Cortex-A76 @ 2,5 GHz 6× Cortex-A55 @ 2,0 GHz | Mali-G57 MC2                                    | LPDDR4X kétcsatornás 16 bites (32 bites) 2133 MHz (17,0 GB/s) | fénykép: 108 MP, 16 + 16 MP            | 5G NR 6 GHz alatti, 4G LTE, kétsávos GNSS, Wi-Fi 5 (1x1), Bluetooth 5.2 | 2025 1. negyedév |

### Dimensity 7000 sorozat
| Modellszám                                                                | CPU ISA              | fab             | CPU (mag/frek.)                                   | GPU                                              | memóriatechnológia | APU (AI Processing Unit)    | képjelfeldolgozó processzor (ISP)                                   | vezeték nélküli rádiótechnológiák                                                                                              | kibocsátás       |
| ------------------------------------------------------------------------- | -------------------- | --------------- | ------------------------------------------------- | ------------------------------------------------ | --- | --------------------------- | ------------------------------------------------------------------- | --- | ---------------- |
| Dimensity 7020 (Dimensity 930 átnevezve)                                  | ARMv8.2-A (64 bites) | 6 nm (TSMC N6)  | 2× Cortex-A78 @ 2,2 GHz 6× Cortex-A55 @ 2,0 GHz   | IMG BXM-8-256 @ 950 MHz (243,2 GFLOPS FP32-ben)  | LPDDR4X, LPDDR5 |                             | fénykép: 108 MP videó: 2K30                                         | 5G NR 6 GHz alatti, 4G LTE, kétsávos GNSS (GPS, QZSS, BeiDou, Glonass, Galileo, NavIC), Wi-Fi 5 (1x1), Bluetooth 5.2           | 2023 1. negyedév |
| Dimensity 7025 (MT6855V/ATZA MT6855V_A/ATZA)                              | ARMv8.2-A (64 bites) | 6 nm (TSMC N6)  | 2× Cortex-A78 @ 2,5 GHz 6× Cortex-A55 @ 2,0 GHz   | IMG BXM-8-256 @ 950 MHz (243,2 GFLOPS FP32-ben)  | LPDDR4X, LPDDR5 | fénykép: 200 MP videó: 2K30 | 2024 2. negyedév                                                    | 5G NR 6 GHz alatti, 4G LTE, kétsávos GNSS (GPS, QZSS, BeiDou, Glonass, Galileo, NavIC), Wi-Fi 5 (1x1), Bluetooth 5.2           |                  |
| Dimensity 7030 (Dimensity 1050 átnevezve)                                 | ARMv8.2-A (64 bites) | 6 nm (TSMC N6)  | 2× Cortex-A78 @ 2,5 GHz 6× Cortex-A55 @ 2,0 GHz   | Mali-G610 MC3 @ 1,0 GHz (384 GFLOPS FP32-ben)    | LPDDR4X, LPDDR5 | MediaTek NPU 550            | MediaTek Imagiq 760 fénykép: 108 MP / 20 MP + 20 MP videó: 4K30 HDR | 5G NR 6 GHz alatti & mmWave, 4G LTE, kétsávos GNSS (GPS, QZSS, BeiDou, Glonass, Galileo, NavIC), Wi-Fi 6E (2x2), Bluetooth 5.2 | 2023 3. negyedév |
| Dimensity 7050 (Dimensity 1080 átnevezve)                                 | ARMv8.2-A (64 bites) | 6 nm (TSMC N6)  | 2× Cortex-A78 @ 2,6 GHz 6× Cortex-A55 @ 2,0 GHz   | Mali-G68 MC4 @ 950 MHz (243,2 GFLOPS FP32-ben)   | LPDDR4X, LPDDR5 | MediaTek NPU 550            | fénykép: 200 MP videó: 4K30 HDR                                     | 5G NR 6 GHz alatti, 4G LTE, kétsávos GNSS (GPS, QZSS, BeiDou, Glonass, Galileo, NavIC), Wi-Fi 6 (2x2), Bluetooth 5.2           | 2023 2. negyedév |
| Dimensity 7200 (MT6886 MT6886V_A/CZA MT6886V_B/CZA)                       | ARMv9-A (64 bites)   | 4 nm (TSMC N4P) | 2× Cortex-A715 @ 2,8 GHz 6× Cortex-A510 @ 2,0 GHz | Mali-G610 MC4 @ 1,13 GHz (578,6 GFLOPS FP32-ben) | LPDDR4X kétcsatornás 16 bites (32 bites) 2133 MHz (17,0 GB/s) LPDDR5 kétcsatornás 16 bites (32 bites) 3200 MHz (25,6 GB/s) | MediaTek NPU 650            | MediaTek Imagiq 765 fénykép: 200 MP videó: 4K30 HDR                 | 5G NR 6 GHz alatti, 4G LTE, GNSS (GPS, QZSS, BeiDou, Glonass, Galileo, NavIC), Wi-Fi 6E (2x2), Bluetooth 5.3                   | 2023 1. negyedév |
| Dimensity 7300 (MT6878 MT6878V/ZA MT6878V_A/ZA MT6878V_B/ZA MT6878V_E/ZA) | ARMv8.2-A (64 bites) | 4 nm (TSMC N4)  | 4× Cortex-A78 @ 2,5 GHz 4× Cortex-A55 @ 2,0 GHz   | Mali-G615 MC2 @ 1047 MHz (536,1 GFLOPS FP32-ben) | LPDDR4X kétcsatornás 16 bites (32 bites) 2133 MHz (17,0 GB/s) LPDDR5 kétcsatornás 16 bites (32 bites) 3200 MHz (25,6 GB/s) | MediaTek NPU 655            | MediaTek Imagiq 950 fénykép: 200 MP videó: 4K30 HDR                 | 5G NR 6 GHz alatti, 4G LTE, GNSS (GPS, QZSS, BeiDou, Glonass, Galileo, NavIC), Wi-Fi 6E (2x2), Bluetooth 5.4                   | 2024 2. negyedév |
| Dimensity 7300X (MT6878V/FZA)                                             | ARMv8.2-A (64 bites) | 4 nm (TSMC N4)  | 4× Cortex-A78 @ 2,5 GHz 4× Cortex-A55 @ 2,0 GHz   | Mali-G615 MC2 @ 1047 MHz (536,1 GFLOPS FP32-ben) | LPDDR4X kétcsatornás 16 bites (32 bites) 2133 MHz (17,0 GB/s) LPDDR5 kétcsatornás 16 bites (32 bites) 3200 MHz (25,6 GB/s) | MediaTek NPU 655            | MediaTek Imagiq 950 fénykép: 200 MP videó: 4K30 HDR                 | 5G NR 6 GHz alatti, 4G LTE, GNSS (GPS, QZSS, BeiDou, Glonass, Galileo, NavIC), Wi-Fi 6E (2x2), Bluetooth 5.4                   | 2024 2. negyedév |
| Dimensity 7350 (MT6886V/TCZA)                                             | ARMv9-A (64 bites)   | 4 nm (TSMC N4P) | 2× Cortex-A715 @ 3,0 GHz 6× Cortex-A510 @ 2,0 GHz | Mali-G610 MC4 @ 1,3 GHz (665,6 GFLOPS FP32-ben)  | LPDDR4X kétcsatornás 16 bites (32 bites) 2133 MHz (17,0 GB/s) LPDDR5 kétcsatornás 16 bites (32 bites) 3200 MHz (25,6 GB/s) | MediaTek NPU 657            | MediaTek Imagiq 765 fénykép: 200 MP videó: 4K30 HDR                 | 5G NR 6 GHz alatti, 4G LTE, GNSS (GPS, QZSS, BeiDou, Glonass, Galileo, NavIC), Wi-Fi 6E (2x2), Bluetooth 5.3                   | 2024 3. negyedév |
| Dimensity 7400 (MT6878V/TZA)                                              | ARMv8.2-A (64 bites) | 4 nm (TSMC N4)  | 4× Cortex-A78 @ 2,6 GHz 4× Cortex-A55 @ 2,0 GHz   | Mali-G615 MC2 @ 1,3 GHz (665,6 GFLOPS FP32-ben)  | LPDDR4X kétcsatornás 16 bites (32 bites) 2133 MHz (17,0 GB/s) LPDDR5 kétcsatornás 16 bites (32 bites) 3200 MHz (25,6 GB/s) | MediaTek NPU 655            | MediaTek Imagiq 950 fénykép: 200 MP videó: 4K30 HDR                 | 5G NR 6 GHz alatti, 4G LTE, GNSS (GPS, QZSS, BeiDou, Glonass, Galileo, NavIC), Wi-Fi 6E (2x2), Bluetooth 5.4                   | 2025 1. negyedév |
| Dimensity 7400X (MT6878V/TFZA)                                            | ARMv8.2-A (64 bites) | 4 nm (TSMC N4)  | 4× Cortex-A78 @ 2,6 GHz 4× Cortex-A55 @ 2,0 GHz   | Mali-G615 MC2 @ 1,3 GHz (665,6 GFLOPS FP32-ben)  | LPDDR4X kétcsatornás 16 bites (32 bites) 2133 MHz (17,0 GB/s) LPDDR5 kétcsatornás 16 bites (32 bites) 3200 MHz (25,6 GB/s) | MediaTek NPU 655            | MediaTek Imagiq 950 fénykép: 200 MP videó: 4K30 HDR                 | 5G NR 6 GHz alatti, 4G LTE, GNSS (GPS, QZSS, BeiDou, Glonass, Galileo, NavIC), Wi-Fi 6E (2x2), Bluetooth 5.4                   | 2025 1. negyedév |

### Dimensity 8000 sorozat
| Modellszám                                                                                      | CPU ISA              | fab             | CPU (mag/frek.)                                                             | GPU                                               | memóriatechnológia                                             | APU (AI Processing Unit) | képjelfeldolgozó processzor (ISP)                                        | vezeték nélküli rádiótechnológiák                                                                                       | kibocsátás       |
| ----------------------------------------------------------------------------------------------- | -------------------- | --------------- | --------------------------------------------------------------------------- | ------------------------------------------------- | -------------------------------------------------------------- | ------------------------ | ------------------------------------------------------------------------ | --- | ---------------- |
| Dimensity 8000 (MT6895 MT6895Z/CZA)                                                             | ARMv8.2-A (64 bites) | 5 nm (TSMC N5)  | 4× Cortex-A78 @ 2,75 GHz 4× Cortex-A55 @ 2,0 GHz                            | Mali-G610 MC6 @ 700 MHz (537,6 GFLOPS FP32-ben)   | LPDDR5 négycsatornás 16 bites (64 bites) 3200 MHz (51,2 GB/s)  | MediaTek NPU 580         | MediaTek Imagiq 780 fénykép: 200 MP, 32 MP + 32 MP + 16 MP videó: 4K HDR | 5G NR 6 GHz alatti, 4G LTE, háromsávos GNSS (GPS, QZSS, BeiDou, Glonass, Galileo, NavIC), Wi-Fi 6E (2x2), Bluetooth 5.3 | 2022 1. negyedév |
| Dimensity 8020 (Dimensity 1100 átnevezve)                                                       | ARMv8.2-A (64 bites) | 6 nm (TSMC N6)  | 4× Cortex-A78 @ 2,6 GHz 4× Cortex-A55 @ 2,0 GHz                             | Mali-G77 MC9 @ 836 MHz (481,5 GFLOPS FP32-ben)    | LPDDR4X négycsatornás 16 bites (64 bites) 2133 MHz (34,1 GB/s) | MediaTek NPU 570         | fénykép: 108 MP, 32 MP + 16 MP videó: 4K HDR                             | 5G NR 6 GHz alatti, 4G LTE, kétsávos GNSS (GPS, QZSS, BeiDou, Glonass, Galileo, NavIC), Wi-Fi 6 (2x2), Bluetooth 5.2    | 2023 2. negyedév |
| Dimensity 8050 (Dimensity 1300 átnevezve)                                                       | ARMv8.2-A (64 bites) | 6 nm (TSMC N6)  | 1× Cortex-A78 @ 3,0 GHz 3× Cortex-A78 @ 2,6 GHz 4× Cortex-A55 @ 2,0 GHz     | Mali-G77 MC9 @ 886 MHz (510,3 GFLOPS FP32-ben)    | LPDDR4X négycsatornás 16 bites (64 bites) 2133 MHz (34,1 GB/s) | MediaTek NPU 570         | fénykép: 200 MP, 32 MP + 16 MP videó: 4K HDR                             | 5G NR 6 GHz alatti, 4G LTE, kétsávos GNSS (GPS, QZSS, BeiDou, Glonass, Galileo, NavIC), Wi-Fi 6 (2x2), Bluetooth 5.2    | 2023 2. negyedév |
| Dimensity 8100 (MT6895 MT6895Z/TCZA MT6895Z_A/TCZA MT6895Z_B/TCZA MT6895ZB MT8795 MT8795Z/TNZA) | ARMv8.2-A (64 bites) | 5 nm (TSMC N5)  | 4× Cortex-A78 @ 2,85 GHz 4× Cortex-A55 @ 2,0 GHz                            | Mali-G610 MC6 @ 860 MHz (660,5 GFLOPS FP32-ben)   | LPDDR5 négycsatornás 16 bites (64 bites) 3200 MHz (51,2 GB/s)  | MediaTek NPU 580         | MediaTek Imagiq 780 fénykép: 200 MP, 32 MP + 32 MP + 16 MP videó: 4K HDR | 5G NR 6 GHz alatti, 4G LTE, háromsávos GNSS (GPS, QZSS, BeiDou, Glonass, Galileo, NavIC), Wi-Fi 6E (2x2), Bluetooth 5.3 | 2022 1. negyedév |
| Dimensity 8200 (MT6896 MT6896Z/CZA MT6896Z_B/CZA)                                               | ARMv8.2-A (64 bites) | 4 nm (TSMC N4)  | 1× Cortex-A78 @ 3,1 GHz 3× Cortex-A78 @ 3,0 GHz 4× Cortex-A55 @ 2,0 GHz     | Mali-G610 MC6 @ 950 MHz (729,6 GFLOPS FP32-ben)   | LPDDR5 négycsatornás 16 bites (64 bites) 3200 MHz (51,2 GB/s)  | MediaTek NPU 580         | MediaTek Imagiq 785 fénykép: 320 MP, 32 MP + 32 MP videó: 4K60 HDR       | 5G NR 6 GHz alatti, 4G LTE, háromsávos GNSS (GPS, QZSS, BeiDou, Glonass, Galileo, NavIC), Wi-Fi 6E (2x2), Bluetooth 5.3 | 2022 4. negyedév |
| Dimensity 8250 (MT6896 MT6896Z_C/CZA)                                                           | ARMv8.2-A (64 bites) | 4 nm (TSMC N4)  | 1× Cortex-A78 @ 3,1 GHz 3× Cortex-A78 @ 3,0 GHz 4× Cortex-A55 @ 2,0 GHz     | Mali-G610 MC6 @ 950 MHz (729,6 GFLOPS FP32-ben)   | LPDDR5 négycsatornás 16 bites (64 bites) 3200 MHz (51,2 GB/s)  | MediaTek NPU 580         | MediaTek Imagiq 785 fénykép: 320 MP, 32 MP + 32 MP videó: 4K60 HDR       | 5G NR 6 GHz alatti, 4G LTE, háromsávos GNSS (GPS, QZSS, BeiDou, Glonass, Galileo, NavIC), Wi-Fi 6E (2x2), Bluetooth 5.3 | 2024 2. negyedév |
| Dimensity 8300 (MT6897 MT6897Z_A/ZA MT8792Z/NB)                                                 | ARMv9-A (64 bites)   | 4 nm (TSMC N4P) | 1× Cortex-A715 @ 3,35 GHz 3× Cortex-A715 @ 3,2 GHz 4× Cortex-A510 @ 2,2 GHz | Mali-G615 MC6 @ 1400 MHz (2150,4 GFLOPS FP32-ben) | LPDDR5X négycsatornás 16 bites (64 bites) 4266 MHz (68,2 GB/s) | MediaTek NPU 780         | MediaTek Imagiq 980 fénykép: 320 MP, 32 MP + 32 MP videó: 4K60 HDR       | 5G NR 6 GHz alatti, 4G LTE, háromsávos GNSS (GPS, QZSS, BeiDou, Glonass, Galileo, NavIC), Wi-Fi 6E (2x2), Bluetooth 5.4 | 2023 4. negyedév |
| Dimensity 8350 (MT6897 MT6897Z_B/ZA MT8792Z/NA)                                                 | ARMv9-A (64 bites)   | 4 nm (TSMC N4P) | 1× Cortex-A715 @ 3,35 GHz 3× Cortex-A715 @ 3,2 GHz 4× Cortex-A510 @ 2,2 GHz | Mali-G615 MC6 @ 1400 MHz (2150,4 GFLOPS FP32-ben) | LPDDR5X négycsatornás 16 bites (64 bites) 4266 MHz (68,2 GB/s) | MediaTek NPU 780         | MediaTek Imagiq 980 fénykép: 320 MP, 32 MP + 32 MP videó: 4K60 HDR       | 5G NR 6 GHz alatti, 4G LTE, háromsávos GNSS (GPS, QZSS, BeiDou, Glonass, Galileo, NavIC), Wi-Fi 6E (2x2), Bluetooth 5.4 | 2024 4. negyedév |
| Dimensity 8400 (MT6899 MT6899Z_A/ZA MT6899Z_C/ZA)                                               | ARMv9.2-A (64 bites) | 4 nm (TSMC N4P) | 1× Cortex-A725 @ 3,25 GHz 3× Cortex-A725 @ 3,0 GHz 4× Cortex-A725 @ 2,1 GHz | Mali-G720 MC7 @ 1300 MHz (2329,6 GFLOPS FP32-ben) | LPDDR5X négycsatornás 16 bites (64 bites) 4266 MHz (68,2 GB/s) | MediaTek NPU 880         | MediaTek Imagiq 1080 fénykép: 320 MP, 32 MP + 32 MP videó: 4K60 HDR      | 5G NR 6 GHz alatti, 4G LTE, háromsávos GNSS (GPS, QZSS, BeiDou, Glonass, Galileo, NavIC), Wi-Fi 6E (2x2), Bluetooth 5.4 | 2024 4. negyedév |
| Dimensity 8450                                                                                  | ARMv9.2-A (64 bites) | 4 nm (TSMC N4P) | 1× Cortex-A725 @ 3,25 GHz 3× Cortex-A725 @ 3,0 GHz 4× Cortex-A725 @ 2,1 GHz | Mali-G720 MC7 @ 1300 MHz (2329,6 GFLOPS FP32-ben) | LPDDR5X négycsatornás 16 bites (64 bites) 4266 MHz (68,2 GB/s) | MediaTek NPU 880         | MediaTek Imagiq 1080 fénykép: 320 MP, 32 MP + 32 MP videó: 4K60 HDR      | 5G NR 6 GHz alatti, 4G LTE, háromsávos GNSS (GPS, QZSS, BeiDou, Glonass, Galileo, NavIC), Wi-Fi 6E (2x2), Bluetooth 5.4 | 2025 2. negyedév |

### Dimensity 9000 sorozat
| Modellszám                                               | CPU ISA              | fab             | CPU (mag/frek.)                                                            | GPU                                                                               | memóriatechnológia | APU (AI Processing Unit) | képjelfeldolgozó processzor (ISP)                             | vezeték nélküli rádiótechnológiák                                                                                              | kibocsátás       |
| -------------------------------------------------------- | -------------------- | --------------- | -------------------------------------------------------------------------- | --------------------------------------------------------------------------------- | --- | ------------------------ | ------------------------------------------------------------- | --- | ---------------- |
| Dimensity 9000 (MT6983 MT6983Z/CZA MT8798 MT8798Z/CNZA)  | ARMv9-A (64 bites)   | 4 nm (TSMC N4)  | 1× Cortex-X2 @ 3,05 GHz 3× Cortex-A710 @ 2,85 GHz 4× Cortex-A510 @ 1,8 GHz | Mali-G710 MC10 @ 848 MHz (1085,4 GFLOPS FP32-ben)                                 | LPDDR5 négycsatornás 16 bites (64 bites) 3200 MHz (51,2 GB/s) LPDDR5X négycsatornás 16 bites (64 bites) 3750 MHz (60,0 GB/s) | MediaTek NPU 590         | MediaTek Imagiq 790 fénykép: 320 MP videó: 4K HDR             | 5G NR 6 GHz alatti, 4G LTE, háromsávos GNSS (GPS, QZSS, BeiDou, Galileo, Glonass, NavIC), Bluetooth 5.3, Wi-Fi 6E (2x2)        | 2021 4. negyedév |
| Dimensity 9000+ (MT6983 MT6983W/CZA MT8798 MT8798Z/TNZA) | ARMv9-A (64 bites)   | 4 nm (TSMC N4)  | 1× Cortex-X2 @ 3,2 GHz 3× Cortex-A710 @ 2,85 GHz 4× Cortex-A510 @ 1,8 GHz  | Mali-G710 MC10 @ 848 vagy 950 MHz (1085,4 vagy 1216 GFLOPS FP32-ben)              | LPDDR5 négycsatornás 16 bites (64 bites) 3200 MHz (51,2 GB/s) LPDDR5X négycsatornás 16 bites (64 bites) 3750 MHz (60,0 GB/s) | MediaTek NPU 590         | MediaTek Imagiq 790 fénykép: 320 MP videó: 4K HDR             | 5G NR 6 GHz alatti, 4G LTE, háromsávos GNSS (GPS, QZSS, BeiDou, Galileo, Glonass, NavIC), Bluetooth 5.3, Wi-Fi 6E (2x2)        | 2022 2. negyedév |
| Dimensity 9200 (MT6985 MT6985W/CZA)                      | ARMv9-A (64 bites)   | 4 nm (TSMC N4P) | 1× Cortex-X3 @ 3,05 GHz 3× Cortex-A715 @ 2,85 GHz 4× Cortex-A510 @ 1,8 GHz | Immortalis-G715 MC11 @ 981 MHz (2762,5 GFLOPS FP32-ben)                           | LPDDR5X négycsatornás 16 bites (64 bites) 4266 MHz (68,2 GB/s)                                                               | MediaTek NPU 690         | MediaTek Imagiq 890 fénykép: 320 MP videó: 8K30 HDR, 4K60 HDR | 5G NR 6 GHz alatti & mmWave, 4G LTE, négysávos GNSS (GPS, QZSS, BeiDou, Galileo, Glonass, NavIC), Bluetooth 5.3, Wi-Fi 7 (2x2) | 2022 4. negyedév |
| Dimensity 9200+ (MT6985 MT6985W/TCZA)                    | ARMv9-A (64 bites)   | 4 nm (TSMC N4P) | 1× Cortex-X3 @ 3,35 GHz 3× Cortex-A715 @ 3,0 GHz 4× Cortex-A510 @ 2,0 GHz  | Immortalis-G715 MC11 @ 981 MHz vagy 1,15 GHz (2762.5 vagy 3238,4 GFLOPS FP32-ben) | LPDDR5X négycsatornás 16 bites (64 bites) 4266 MHz (68,2 GB/s)                                                               | MediaTek NPU 690         | MediaTek Imagiq 890 fénykép: 320 MP videó: 8K30 HDR, 4K60 HDR | 5G NR 6 GHz alatti & mmWave, 4G LTE, négysávos GNSS (GPS, QZSS, BeiDou, Galileo, Glonass, NavIC), Bluetooth 5.3, Wi-Fi 7 (2x2) | 2023 2. negyedév |
| Dimensity 9300 (MT6989 MT6989W/CZA MT8796 MT8796W/CNZA)  | ARMv9.2-A (64 bites) | 4 nm (TSMC N4P) | 1× Cortex-X4 @ 3,25 GHz 3× Cortex-X4 @ 2,85 GHz 4× Cortex-A720 @ 2,0 GHz   | Immortalis-G720 MC12 @ 1300 MHz (3993,6 GFLOPS FP32-ben)                          | LPDDR5X négycsatornás 16 bites (64 bites) 4800 MHz (76,8 GB/s)                                                               | MediaTek NPU 790         | MediaTek Imagiq 990 fénykép: 320 MP videó: 8K30 HDR, 4K60 HDR | 5G NR 6 GHz alatti & mmWave, 4G LTE, négysávos GNSS (GPS, QZSS, BeiDou, Galileo, Glonass, NavIC), Bluetooth 5.4, Wi-Fi 7 (2x2) | 2023 4. negyedév |
| Dimensity 9300+ (MT6989 MT6989W/TCZA)                    | ARMv9.2-A (64 bites) | 4 nm (TSMC N4P) | 1× Cortex-X4 @ 3,4 GHz 3× Cortex-X4 @ 2,85 GHz 4× Cortex-A720 @ 2,0 GHz    | Immortalis-G720 MC12 @ 1300 MHz (3993,6 GFLOPS FP32-ben)                          | LPDDR5X négycsatornás 16 bites (64 bites) 4800 MHz (76,8 GB/s)                                                               | MediaTek NPU 790         | MediaTek Imagiq 990 fénykép: 320 MP videó: 8K30 HDR, 4K60 HDR | 5G NR 6 GHz alatti & mmWave, 4G LTE, négysávos GNSS (GPS, QZSS, BeiDou, Galileo, Glonass, NavIC), Bluetooth 5.4, Wi-Fi 7 (2x2) | 2024 2. negyedév |
| Dimensity 9400e                                          | ARMv9.2-A (64 bites) | 4 nm (TSMC N4P) | 1× Cortex-X4 @ 3,4 GHz 3× Cortex-X4 @ 2,85 GHz 4× Cortex-A720 @ 2,0 GHz    | Immortalis-G720 MC12 @ 1300 MHz (3993,6 GFLOPS FP32-ben)                          | LPDDR5X négycsatornás 16 bites (64 bites) 4800 MHz (76,8 GB/s)                                                               | MediaTek NPU 790         | MediaTek Imagiq 990 fénykép: 320 MP videó: 8K30 HDR, 4K60 HDR | 5G NR 6 GHz alatti, 4G LTE, négysávos GNSS (GPS, QZSS, BeiDou, Galileo, Glonass, NavIC), Bluetooth 6.0, Wi-Fi 7                | 2025 2. negyedév |
| Dimensity 9400 (MT6991 MT6991Z/CZA MT6991W/CZA)          | ARMv9.2-A (64 bites) | 3 nm (TSMC N3E) | 1× Cortex-X925 @ 3,62 GHz 3× Cortex-X4 @ 3,3 GHz 4× Cortex-A720 @ 2,4 GHz  | Immortalis-G925 MC12 @ 1612 MHz (4952,1 GFLOPS FP32-ben)                          | LPDDR5X négycsatornás 16 bites (64 bites) 5333 MHz (85,3 GB/s)                                                               | MediaTek NPU 890         | MediaTek Imagiq 1090 fénykép: 320 MP videó: 8K60 HDR          | 5G NR 6 GHz alatti, 4G LTE, négysávos GNSS (GPS, QZSS, BeiDou, Galileo, Glonass, NavIC), Bluetooth 6.0, Wi-Fi 7                | 2024 4. negyed   |
| Dimensity 9400+ (MT6991 MT6991Z/TCZA)                    | ARMv9.2-A (64 bites) | 3 nm (TSMC N3E) | 1× Cortex-X925 @ 3,73 GHz 3× Cortex-X4 @ 3,3 GHz 4× Cortex-A720 @ 2,4 GHz  | Immortalis-G925 MC12 @ 1612 MHz (4952,1 GFLOPS FP32-ben)                          | LPDDR5X négycsatornás 16 bites (64 bites) 5333 MHz (85,3 GB/s)                                                               | MediaTek NPU 890         | MediaTek Imagiq 1090 fénykép: 320 MP videó: 8K60 HDR          | 5G NR 6 GHz alatti, 4G LTE, négysávos GNSS (GPS, QZSS, BeiDou, Galileo, Glonass, NavIC), Bluetooth 6.0, Wi-Fi 7                | 2025 2. negyed   |

## Genio sorozat (IoT)

### MediaTek Genio 130/130A
- Genio 130 (MT7931): Cortex‑M33 MCU + Wi‑Fi 6 + BLE 5[137]
- Genio 130A (MT7933): Cortex‑M33 MCU + Wi‑Fi 6 + BLE 5 + HiFi4 DSP (digitális jelprocesszor)

### MediaTek AIoT i300/i500
- i300A (MT8362A) • ARMv8-A • négymagos ARM Cortex-A35 @ 1,5 GHz
- i300B (MT8362B) • ARMv8-A • négymagos ARM Cortex-A35 @ 1,3 GHz
- i500 (MT8385) • ARMv8-A • négymagos ARM Cortex-A73 @ 2,0 GHz +

• Genio 500 (MT8385) | + négymagos ARM Cortex-A53 @ 2,0 GHz

### MediaTek Genio platform
Az IoT Yocto jelenleg az alábbi MediaTek Genio platformokat támogatja:
- Genio 350 (MT8365) • négymagos ARM Cortex-A53 (64 bites), GPU: Mali-G52 MC1
- Genio 510 (MT8370) • 2x ARM Cortex-A78 / 4x ARM Cortex-A55, GPU: Mali-G57
- Genio 700 (MT8390) • 2x ARM Cortex-A78 / 6x ARM Cortex-A55, GPU: Mali-G57
- Genio 1200 (MT8395) • 4x ARM Cortex-A78 / 4x ARM Cortex-A55 @2.2/2.0GHz

alkalmazásprocesszor (8 mag, VFBGA-1046, GPU: Mali-G57, OpenGL ES 3.2 3D)
| Modellszám                               | CPU ISA          | fab   | CPU (mag/frek.)                                         | GPU                          | memóriatechnológia                                | vezeték nélküli rádiótechnológiák | kibocsátás       |
| ---------------------------------------- | ---------------- | ----- | ------------------------------------------------------- | ---------------------------- | ------------------------------------------------- | --------------------------------- | ---------------- |
| AIoT i300A (MT8362A)                     | ARMv8 (64-bit)   | 14 nm | 4× ARM Cortex-A35 @ 1,5 GHz                             | IMG PowerVR GE8300 @ ? MHz   | LPDDR3/3L @ 800 MHz, DDR4 (32 bites) @ 667 MHz    | Wi-Fi 5 (ac), Bluetooth 5.0       | 2020 1. negyedév |
| AIoT i300B (MT8362B)                     | ARMv8 (64-bit)   | 14 nm | 4× ARM Cortex-A35 @ 1,3 GHz                             | IMG PowerVR GE8300 @ ? MHz   | LPDDR3/3L @ 800 MHz, DDR4 (32 bites) @ 667 MHz    | Wi-Fi 5 (ac), Bluetooth 5.0       | 2020 1. negyedév |
| AIoT i300PA (MT8768V/WA)                 | ARMv8 (64-bit)   | 12 nm | 4× ARM Cortex-A53 @ 2,0 GHz                             | IMG PowerVR GE8320 @ 650 MHz | LPDDR3/3L @ 800 MHz, DDR4 (32 bites) @ 667 MHz    | Wi-Fi 5 (ac), Bluetooth 5.0       | 2020 1. negyedév |
| AIoT i300 PiB (MT8768V/WB)               | ARMv8 (64-bit)   | 12 nm | 4× ARM Cortex-A53 @ 2,0 GHz                             | IMG PowerVR GE8320 @ 650 MHz | LPDDR3/3L @ 800 MHz, DDR4 (32 bites) @ 667 MHz    | Wi-Fi 5 (ac), Bluetooth 5.0       | 2020 1. negyedév |
| Genio 350 (MT8365)                       | ARMv8 (64-bit)   | 14 nm | 4× ARM Cortex-A53 @ 2,0 GHz                             | Mali-G52 MC1 @ 800 MHz       | LPDDR3/4 DRAM (32 bites)                          | Wi-Fi 5 (ac), Bluetooth 5.0       | 2020 3. negyedév |
| Genio 500 (AIoT i500) (MT8385)           | ARMv8 (64-bit)   | 12 nm | 4× ARM Cortex-A73 @ 2,0 GHz 4× ARM Cortex-A53 @ 2,0 GHz | Mali-G72 MP3 @ 800 MHz       | LPDDR4 32 bites (2 csat. x 16 bites) @ 3733 MiBps | Wi-Fi 5 (ac), Bluetooth 5.0       | 2020 3. negyedév |
| AIoT i500P (MT8788A)                     | ARMv8 (64-bit)   | 12 nm | 4× ARM Cortex-A73 @ 2,0 GHz 4× ARM Cortex-A53 @ 2,0 GHz | Mali-G72 MP3 @ 800 MHz       | LPDDR4 32 bites (2 csat. x 16 bites) @ 3733 MiBps | Wi-Fi 5 (ac), Bluetooth 5.0       | 2020 3. negyedév |
| Genio 510 (MT8370)                       | ARMv8.2 (64-bit) | 6 nm  | 2× ARM Cortex-A78 @ 2,2 GHz 4× ARM Cortex-A55 @ 2,0 GHz | Mali-G57 MC2 @ ? MHz         | LPDDR4/4X DRAM (64 bites)                         | Wi-Fi 6 (ax), Bluetooth           | 2024 2. negyedév |
| Genio 700 (MT8390)                       | ARMv8.2 (64-bit) | 6 nm  | 2× ARM Cortex-A78 @ 2,2 GHz 6× ARM Cortex-A55 @ 2,0 GHz | Mali-G57 MC3 @ ? MHz         | LPDDR4/4X DRAM (64 bites)                         | Wi-Fi 6 (ax), Bluetooth           | 2020 1. negyedév |
| Genio 1200 (MT8395 MT8395AV MT8395AV/ZA) | ARMv8.2 (64-bit) | 6 nm  | 4× ARM Cortex-A78 @ 2,2 GHz 4× ARM Cortex-A55 @ 2,0 GHz | Mali-G57 MC5 @ 880 MHz       | LPDDR4/4X DRAM (64 bites)                         | Wi-Fi 6 (ax), Bluetooth 5.2       | 2022 2. negyedév |

## Kompanio sorozat
| Modellszám                                | CPU ISA | fab            | CPU (mag/frek.)                                         | GPU                    | memóriatechnológia                   | vezeték nélküli rádiótechnológiák                                                                       | kibocsátás       |
| ----------------------------------------- | ------- | -------------- | ------------------------------------------------------- | ---------------------- | ------------------------------------ | --- | ---------------- |
| Kompanio 500 (MT8183V) (prev. Helio P60T) | ARMv8   | 12 nm          | 4× ARM Cortex-A73 @ 2,0 GHz 4× ARM Cortex-A53 @ 2,0 GHz | Mali-G72 MP3 @ 800 MHz | LPDDR3 LPDDR4/4X                     | Wi-Fi 5 (ac), Bluetooth, FM Radio, GPS                                                                  | 2019 4. negyedév |
| Kompanio 520 (MT8186GV)                   | ARMv8.2 | 12 nm          | 2× ARM Cortex-A76 @ 2,0 GHz 6× ARM Cortex-A55 @ 2,0 GHz | Mali-G52 MC2 @ ? MHz   | LPDDR4X @ 3733 MT/s                  | Wi-Fi 6 (ax)                                                                                            | 2022 4. negyedév |
| Kompanio 528 (MT8186TV)                   | ARMv8.2 | 12 nm          | 2× ARM Cortex-A76 @ 2,2 GHz 6× ARM Cortex-A55 @ 2,0 GHz | Mali-G52 MC2 @ ? MHz   | LPDDR4X @ 3733 MT/s                  | Wi-Fi 6 (ax)                                                                                            | 2022 4. negyedév |
| Kompanio 800T (MT8771)                    | ARMv8.2 | 6 nm (TSMC N6) | 2× ARM Cortex-A76 @ 2,4 GHz 6× ARM Cortex-A55 @ 2,0 GHz | Mali-G57 MC2 @ ? MHz   | LPDDR4X @ 4266 MT/s                  | 5G NR, 4G LTE, kétsávos GNSS (QZSS, GPS, BeiDou, Glonass, Galileo, NavIC), Wi-Fi 5 (1x1), Bluetooth 5.1 | 2022 1. negyedév |
| Kompanio 820 (MT8192V)                    | ARMv8.2 | 7 nm           | 4× ARM Cortex-A76 @ 2,2 GHz 4× ARM Cortex-A55 @ 2,0 GHz | Mali-G57 MC5 @ ? MHz   | LPDDR4X                              | Wi-Fi 5 (ac), Bluetooth, GPS                                                                            | 2021 2. negyedév |
| Kompanio 828 (MT8192T)                    | ARMv8.2 | 7 nm           | 4× ARM Cortex-A76 @ 2,6 GHz 4× ARM Cortex-A55 @ 2,0 GHz | Mali-G57 MC5 @ ? MHz   | LPDDR4X                              | Wi-Fi 5 (ac), Bluetooth, GPS                                                                            | 2021 2. negyedév |
| Kompanio 838 (MT8188GV)                   | ARMv8.2 | 6 nm           | 2× ARM Cortex-A78 @ 2,6 GHz 6× ARM Cortex-A55 @ 2,0 GHz | Mali-G57 MC3 @ ? MHz   | LPDDR4X @ 3733 MT/s DDR4 @ 3200 MT/s | Wi-Fi 6E (ax)                                                                                           | 2024 3. negyedév |
| Kompanio 900T (MT8791)                    | ARMv8.2 | 6 nm           | 2× ARM Cortex-A78 @ 2,4 GHz 6× ARM Cortex-A55 @ 2,0 GHz | Mali-G68 MC4 @ ? MHz   | LPDDR4X LPDDR5                       | Wi-Fi 6 (ax), Bluetooth 5.2, GPS                                                                        | 2021 3. negyedév |
| Kompanio 1200 (MT8195GV)                  | ARMv8.2 | 6 nm           | 4× ARM Cortex-A78 @ 2,6 GHz 4× ARM Cortex-A55 @ 2,0 GHz | Mali-G57 MC5 @ ? MHz   | LPDDR4X @ 4266 MT/s                  | Wi-Fi 5 (ac), Bluetooth, GPS                                                                            | 2021 1. negyedév |
| Kompanio 1300T (MT8797)                   | ARMv8.2 | 6 nm           | 4× ARM Cortex-A78 @ 2,6 GHz 4× ARM Cortex-A55 @ 2,0 GHz | Mali-G77 MC9 @ ? MHz   | LPDDR4X @ 4266 MT/s                  | Wi-Fi 6 (ax), Bluetooth, GPS                                                                            | 2021 3. negyedév |
| Kompanio 1380 (MT8195TV)                  | ARMv8.2 | 6 nm           | 4× ARM Cortex-A78 @ 3,0 GHz 4× ARM Cortex-A55 @ 2,0 GHz | Mali-G57 MC5 @ ? MHz   | LPDDR4X @ 4266 MT/s                  | Wi-Fi 6E (ax), Bluetooth, GPS                                                                           | 2022 1. negyedév |

## Önálló alkalmazás- és táblagép-processzorok
| Modellszám     | CPU ISA          | fab                | CPU (mag/frek.)                                                   | CPU-gyorsítótár    | GPU                                   | memóriatechnológia               | vezeték nélküli rádiótechnológiák                                                                 | kibocsátás       |
| -------------- | ---------------- | ------------------ | ----------------------------------------------------------------- | ------------------ | ------------------------------------- | -------------------------------- | ------------------------------------------------------------------------------------------------- | ---------------- |
| MT8317         | ARMv7 (32 bites) | 40 nm              | 1,0 GHz kétmagos ARM Cortex-A9                                    |                    | PowerVR SGX531 Ultra @ 522 MHz        |                                  |                                                                                                   | 2013 3. negyedév |
| MT8317T        | ARMv7 (32 bites) | 40 nm              | 1,2 GHz kétmagos ARM Cortex-A9                                    |                    | PowerVR SGX531 Ultra @ 522 MHz        |                                  |                                                                                                   | 2013 3. negyedév |
| MT8377         | ARMv7 (32 bites) | 40 nm              | 1,2 GHz kétmagos ARM Cortex-A9                                    | 1 MiB L2           | PowerVR SGX531 Ultra @ 522 MHz        |                                  | 3G, HSPA, HSPA+                                                                                   | 2013 3. negyedév |
| MT8312         | ARMv7 (32 bites) | 28 nm (TSMC 28HPM) | 1,3 GHz kétmagos ARM Cortex-A7                                    | 256 KiB L2         | Mali-400 @ 500 MHz                    |                                  |                                                                                                   |                  |
| MT8321         | ARMv7 (32 bites) | 28 nm (TSMC 28HPM) | 1,3 GHz négymagos ARM Cortex-A7                                   |                    | Mali-400                              |                                  | UMTS, HSPA+ R8, TD-SCDMA, EDGE, Wi-Fi, Bluetooth, FM, GPS                                         | 2014             |
| MT8382         | ARMv7 (32 bites) | 28 nm (TSMC 28HPM) | 1,3 GHz négymagos ARM Cortex-A7                                   | 256 KiB L2         | Mali-400 MP2 @ 500 MHz                |                                  | Multi-mode R8 HSPA+, TD-SCDMA, GPS, Wi-Fi, Bluetooth                                              | 2014 első félév  |
| MT8117         | ARMv7 (32 bites) | 28 nm (TSMC 28HPM) | 1,2 GHz kétmagos ARM Cortex-A7                                    |                    | PowerVR SGX544 @ 156 MHz              |                                  |                                                                                                   | 2014 első félév  |
| MT8121         | ARMv7 (32 bites) | 28 nm (TSMC 28HPM) | 1,3 GHz négymagos ARM Cortex-A7                                   |                    | PowerVR SGX544 @ 156 MHz              |                                  | Wi-Fi, GPS, Bluetooth                                                                             | 2013 2. félév    |
| MT8125         | ARMv7 (32 bites) | 28 nm (TSMC 28HPM) | 1,2 GHz négymagos ARM Cortex-A7                                   | 1 MiB L2           | PowerVR SGX544 @ 256 MHz              | 32 bites DDR3L, LPDDR2           |                                                                                                   | 2013 első félév  |
| MT8389         | ARMv7 (32 bites) | 28 nm (TSMC 28HPM) | 1,2 GHz négymagos ARM Cortex-A7                                   | 1 MiB L2           | PowerVR SGX544 @ 286 MHz              | 32 bites DDR3L, LPDDR2           | 3G                                                                                                | 2013 1. félév    |
| MT8389T        | ARMv7 (32 bites) | 28 nm (TSMC 28HPM) | 1,5 GHz négymagos ARM Cortex-A7                                   | 1 MiB L2           | PowerVR SGX544 @ 357 MHz              | 32 bites DDR3L, LPDDR2           | 3G                                                                                                | 2013 1. félév    |
| MT8135         | ARMv7 (32 bites) | 28 nm (TSMC 28HPM) | 1,7 GHz kétmagos ARM Cortex-A15 1,2 GHz kétmagos ARM Cortex-A7    |                    | PowerVR G6200 (2 klaszter) @ 450 MHz  |                                  |                                                                                                   | 2013             |
| MT8135V        | ARMv7 (32 bites) | 28 nm (TSMC 28HPM) | 1,5 GHz kétmagos ARM Cortex-A15 1,2 GHz kétmagos ARM Cortex-A7    |                    | PowerVR G6200 (2 klaszter) @ 450 MHz  | 32 bites DDR3L                   |                                                                                                   | 2014 3. negyedév |
| MT8127         | ARMv7 (32 bites) | 28 nm (TSMC 28HPM) | 1,3 GHz négymagos ARM Cortex-A7                                   | 512 KiB L2         | Mali-450 MP4 @ 600 MHz                | 32 bites DDR3 666 MHz (5,3 GB/s) | Wi-Fi, Bluetooth, FM, GPS                                                                         | 2014             |
| MT8151         | ARMv7 (32 bites) | 28 nm (TSMC 28HPM) | 1,7 GHz nyolcmagos ARM Cortex-A7                                  |                    | Mali-450 MP4                          |                                  | Wi-Fi, GPS Bluetooth                                                                              |                  |
| MT8392         | ARMv7 (32 bites) | 28 nm (TSMC 28HPM) | 2,0 GHz nyolcmagos ARM Cortex-A7                                  | 32 KiB L1 1 MiB L2 | Mali-450 MP4 @ 700 MHz                |                                  | 3G                                                                                                | 2014 1. félév    |
| MT8735         | ARMv8 (64 bites) | 28 nm (TSMC 28HPM) | 1,3 GHz négymagos ARM Cortex-A53                                  |                    | Mali-T720 MP2                         | LPDDR3                           | LTE Cat 4, 4G, 3G, 2G, kétsávos Wi-Fi, FM, Bluetooth, GPS, BeiDou, Glonass                        | 2015 2. negyedév |
| MT8732         | ARMv8 (64 bites) | 28 nm (TSMC 28HPM) | 1,5 GHz négymagos ARM Cortex-A53                                  | 512 KiB L2         | Mali-T760 MP2 @ 500 MHz               | LPDDR3 800 MHz (6,4 GB/s)        | LTE Cat 4, 4G, 3G, 2G, Wi-Fi, FM, Bluetooth, GPS, BeiDou, Glonass                                 | 2014 4. negyedév |
| MT8752         | ARMv8 (64 bites) | 28 nm (TSMC 28HPM) | 1,7 GHz nyolcmagos ARM Cortex-A53                                 |                    | Mali-T760 MP2 @ 700 MHz               |                                  | LTE Cat 4, 4G, 3G, 2G                                                                             | 2014 4. negyedév |
| MT8161         | ARMv8 (64 bites) | 28 nm (TSMC 28HPM) | 1,3 GHz négymagos ARM Cortex-A53                                  |                    | Mali-T720 MP2                         | DDR3/3L 800 MHz                  |                                                                                                   |                  |
| MT8163 (V/B)   | ARMv8 (64 bites) | 28 nm (TSMC 28HPM) | 1,3 GHz négymagos ARM Cortex-A53                                  |                    | Mali-T720 MP2 @ 520 MHz               | DDR3/3L 800 MHz                  | kétsávos Wi-Fi, Bluetooth, FM, GPS                                                                | 2015 2. negyedév |
| MT8163 (V/A)   | ARMv8 (64 bites) | 28 nm (TSMC 28HPM) | 1,5 GHz négymagos ARM Cortex-A53                                  |                    | Mali-T720 MP2 @ 600 MHz               | DDR3/3L 800 MHz                  | kétsávos Wi-Fi, GPS, Bluetooth, FM                                                                | 2015 2. negyedév |
| MT8165         | ARMv8 (64 bites) | 28 nm (TSMC 28HPM) | 1,5 GHz négymagos ARM Cortex-A53                                  |                    | Mali-T760 MP2                         | DDR3/3L 800 MHz                  |                                                                                                   | 2014 4. negyedév |
| MT8166         | ARMv8 (64 bites) | 28 nm (TSMC 28HPM) | 2,0 GHz négymagos ARM Cortex-A53                                  | 1 MiB              | PowerVR GE8300 Mali-T760 MP2          | LPDDR4 LPDDR3, DDR3-800          | kétsávos ac, Wi-Fi Direct, Bluetooth, GPS                                                         | 2021 2. negyedév |
| MT8167A        | ARMv8 (64 bites) | 28 nm (TSMC 28HPM) | 1,5 GHz négymagos ARM Cortex-A35                                  |                    | PowerVR GE8300 (1 klaszter)           | DDR3, LPDDR3, DDR4               | kétsávos ac, Wi-Fi Direct, Bluetooth, GPS                                                         | 2017             |
| MT8173         | ARMv8 (64 bites) | 28 nm (TSMC 28HPM) | 2,0 GHz kétmagos ARM Cortex-A72 2,0 GHz kétmagos ARM Cortex-A53   |                    | PowerVR GX6250 (2 klaszter) @ 700 MHz |                                  |                                                                                                   | 2015 1. negyedév |
| MT8176         | ARMv8 (64 bites) | 28 nm (TSMC 28HPM) | 2,0 GHz kétmagos ARM Cortex-A72 1,6 GHz négymagos ARM Cortex-A53  |                    | PowerVR GX6250 (2 klaszter) @ 600 MHz | LPDDR3 2 csat. 32 bites 933 MHz  | Wi-Fi ac, Bluetooth, FM, GPS                                                                      | 2016 1. negyedév |
| MT8766         | ARMv8 (64 bites) | 12 nm              | 2,0 GHz négymagos ARM Cortex-A53                                  | 1 MiB              | PowerVR GE8300                        | LPDDR3, LPDDR4                   | kétsávos ac Wi-Fi, Bluetooth, GPS, GSM, GPRS, EDGE, TD-HSxPD, TD-SCDMA, LTE-TDD/FDD, Wi-Fi Direct | 2020 2. negyedév |
| MT8768T / P22T |                  | 12 nm              | 2,3 GHz négymagos ARM Cortex-A53 1,8 GHz négymagos ARM Cortex-A53 | 1 MiB              | PowerVR GE8320                        | LPDDR3, LPDDR4                   | kétsávos ac Wi-Fi, Bluetooth, GPS, GSM, GPRS, EDGE, TD-HSxPD, TD-SCDMA, LTE-TDD/FDD, Wi-Fi Direct | 2018 1. negyedév |
| MT8693         |                  |                    | 2,0 GHz kétmagos ARM Cortex-A72 1,8 GHz négymagos ARM Cortex-A53  |                    | PowerVR GX6250                        | LPDDR3 2 csat. DRAM              | Wi-Fi, Bluetooth (by MT6630)                                                                      |                  |

## Digitális televízió SoC-k

### Smart TV SoC-k
| Modellszám                       | CPU (mag/frek.)                                                      | GPU                        | videódekóder                                                                  | videókódoló   | Integrált kapcsolódási lehetőségek                          | szegmens                                       | kibocsátás       |
| -------------------------------- | -------------------------------------------------------------------- | -------------------------- | ----------------------------------------------------------------------------- | ------------- | ----------------------------------------------------------- | ---------------------------------------------- | ---------------- |
| MT5327                           | kétmagos ARM Cortex-A9 @ 1,2 GHz                                     | SGX543 MP2 @ 400 MHz       | 1080p@60 fps MPEG1/2/4, H.264, VC-1, 4K/2K@30 fps H.264                       | 1080p H.264   | 3x HDMI 1.4a, 2,4 GHz Wi-Fi/BT, MHL, USB 3.0                | Android TV, UltraHD TV                         | 2014 1. félév    |
| MT5329                           | kétmagos ARM Cortex-A17 @ 1,0 GHz + kétmagos ARM Cortex-A7 @ 700 MHz | Mali-T624 MP4              | 4K HEVC/VP9 @ 60 fps                                                          |               |                                                             | Android TV, UltraHD TV                         | 2014             |
| MT5366                           |                                                                      |                            | MPEG1/2/4, H.264, VC-1, RMVB, AVS                                             |               | TCON/OD, Ethernet MAC                                       | 60 Hz költséghatékony TV                       |                  |
| MT5389                           |                                                                      |                            | MPEG1/2/4, H.264, VC-1, RMVB, AVS, VP8                                        |               | TCON, 3x HDMI 1.4                                           | Alap 60 Hz 3D TV                               |                  |
| MT5395                           |                                                                      |                            | MPEG1/2/4, H.264, VC-1, RMVB, AVS                                             | 720p H.264    | TCON/OD, Ethernet PHY, HDMI 1.4                             | Full HD 120 Hz, 3D LCD TV ME/MC-vel            |                  |
| MT5396                           | kétmagos ARM Cortex-A9 @ 900 MHz                                     |                            | MPEG1/2/4, H.264, VC-1, RMVB, AVS, VP8                                        | 720p H.264    | TCON/OD, Ethernet PHY                                       | Full HD 120 Hz, 3D LCD TV ME/MC-vel (Smart TV) |                  |
| MT5398                           | kétmagos ARM Cortex-A9 @ 900 MHz                                     |                            | MPEG-1/2/4, H.264, VC-1, RMVB, AVS, VP8                                       | 720p H.264    | TCON, HDMI 1.4                                              | Smart 3D TV                                    |                  |
| MT5505                           | kétmagos ARM Cortex-A9 @ 900 MHz                                     | Mali-4xx MP2               | MPEG-1/2/4, H.264, VC-1, RMVB, AVS, VP8                                       | 720p H.264    | TCON, HDMI 1.4                                              | Smart 3D TV                                    |                  |
| MT5561                           | egymagos ARM11 @ 700 MHz                                             |                            | MPEG-1/2/4, H.264, VC-1, RMVB, AVS, VP8                                       |               | CVBS, HDMI 1.4, VGA (D-sub), YPbPr                          | belépőszintű kapcsolódó DTV                    |                  |
| MT5580                           | egymagos ARM Cortex-A9 @ 800 MHz                                     |                            | MPEG-1/2/4, H.264, VC-1, RMVB, AVS, VP8                                       |               | TCON, Ethernet PHY + MAC, HDMI 1.4                          | kapcsolódó 3D TV                               |                  |
| MT5582                           | négymagos ARM Cortex-A53                                             |                            | H.265, HEVC, VP-9                                                             | 1080p H.264   | LVDS, HDMI 1.4, USB 2.0                                     | Full HD Smart TV-k                             |                  |
| MT5592                           | kétmagos ARM Cortex-A9 @ 1,0 GHz                                     |                            | AVS, H.264, MPEG-1/2/4, RMVB, VC-1, VP-8                                      | 4K H.264      | CVBS, HDMI, VGA (D-sub), YPbPr, Ethernet                    | Smart DTV                                      |                  |
| MT5595                           | kétmagos ARM Cortex-A17 + kétmagos ARM Cortex-A7                     | Mali-T6xx                  | 4K HEVC/VP9 @ 60 fps                                                          |               |                                                             | Android TV, UltraHD                            | 2015 1. negyedév |
| MT5596                           | négymagos ARM Cortex-A53 @ 1,1 GHz                                   | Mali-T860 MP2              | H.265, HEVC, VP-9                                                             | 4K H.264, VP8 | HDMI 2.0/1.4 HDCP 2.2-vel, Ethernet, Wi-Fi USB 2.0, USB 3.0 | zászlóshajó 64 bites 4K UHD SmartTV            |                  |
| MT5597                           | négymagos ARM Cortex-A53 @ 1,0 GHz                                   |                            | H.264, H.265/HEVC, MPEG-1/2/4, VP-9                                           |               | HDMI 2.0/1.4 HDCP 2.2-vel, USB 2.0, USB 3.0                 | költséghatékony digitális TV-k                 |                  |
| MT9638                           | négymagos ARM Cortex-A55 @ 1,5 GHz                                   | Mali-G52 3EE MC1           | AV1, AVS2, HEVC, VP9, H.264, SHVC 4K60@10bit                                  | 4K H.264      | HDMI 2.0/1.4 HDCP 2.2-vel, USB 2.0, USB 3.0, HDMI 2.1       | nagy teljesítményű 4K TV-k                     |                  |
| MT9675 / MT9632 / MT9602         | négymagos ARM Cortex-A53 @ 1,5 GHz                                   | Mali-G52 2EE MC1           | AV1, AVS2, HEVC, VP9, H.264, SHVC 4K60@10bit                                  | 4K H.264      | HDMI 2.0/1.4 HDCP 2.2-vel, HDMI 2.1a, USB 2.0, USB 3.0      | nagy teljesítményű 4K TV-k                     |                  |
| MT9685 / MT9612                  | négymagos ARM Cortex-A55 @ 1,5 GHz                                   | Mali-G52 2EE MC1           | AV1, AVS2, HEVC, VP9, H.264, SHVC 4K60@10bit                                  | 4K H.264      | HDMI 2.0/1.4 HDCP 2.2-vel, HDMI 2.1a, USB 2.0, USB 3.0      | nagy teljesítményű 4K TV-k                     |                  |
| MT9686 / MT9652 / MT9613         | négymagos ARM Cortex-A73 @ 1,4 GHz                                   | Mali-G52 2EE MC1           | AV1, AVS2, HEVC, VP9, H.264, SHVC 4K60@10bit                                  | 4K H.264      | HDMI 2.0/1.4 HDCP 2.2-vel, HDMI 2.1a, USB 2.0, USB 3.0      | Premium 4K TV                                  |                  |
| MT9950 / MT5895 (S900) / MT9970A | négymagos ARM Cortex-A73 @ 1,8 GHz                                   | Mali-G52 2EE MC2 @ 800 MHz | HEVC: 8K@60 Hz, VP9: 8K@30 Hz, H.264: 8K@30 Hz, AV1: 8K@30 Hz, AVS2: 4K@60 Hz |               | HDMI 2.0/1.4 HDCP 2.2-vel, HDMI 2.1a, USB 2.0, USB 3.0      | zászlóshajó 8K TV                              | 2019 3. negyedév |

### Pentonic sorozat
| Modellszám                          | CPU (mag / frek.)                  | GPU                    | memóriatechnológia                      | videódekóder                              | HDR formátumok | MI képességek (MediaTek DLA) | integrált kapcsolódási lehetőségek | szegmens                          | kibocsátás       |
| ----------------------------------- | ---------------------------------- | ---------------------- | --------------------------------------- | ----------------------------------------- | --- | --- | --- | --------------------------------- | ---------------- |
| Pentonic 2000 (MT9902 MT9982)       | négymagos ARM Cortex-A76 @ 1,8 GHz | Mali-G57 MC3 @ 1,0 GHz | 96 bites LPDDR4X @ 2166 MHz (51,2 GB/s) | HEVC (H.265), VVC (H.266), VP9, AV1, AVS3 | - HDR10 (SMPTE2084) - HDR10+ adaptív & játékok - Dolby Vision IQ, Precision Detail képjavítással - BBC / NHK HLG - Technicolor / Philips JHDR (ESTI TS 103 433) | - AI-Voice - AI-SR 2.0+ részletképzéssel - AI-PQ jelenetfelismerés 2.0 - AI-PQ objektumfelismerés 3.0 mélységgel és gazdagabb PQ javítással | - külső: HDMI 2.1 x4 (48 Gbps), USB 3.2 Gen 1 (5 Gbps) x2, USB 2.0, Wi-Fi 6E, opcionális 5G - belső: PCIe Gen 3 2x, USB 3.2 Gen 1 (5 Gbps), UFS 2.1 | zászlóshajó 8K Smart TV           | 2021 4. negyedév |
| Pentonic 1000 (MT9972)              | négymagos ARM Cortex-A73 @ 2,0 GHz | Mali-G57 MC2 @ 800 MHz | 64 bites LPDDR4X @ 2166 MHz (34,1 GB/s) | HEVC (H.265), VVC (H.266), VP9, AV1, AVS3 | - HDR10 (SMPTE2084) - HDR10+ adaptív & játékok - Dolby Vision IQ, Precision Detail képjavítással - BBC / NHK HLG - Technicolor / Philips JHDR (ESTI TS 103 433) | - AI-SR 2.0 részlethelyreállítással - AI-PQ jelenetfelismerés 2.0 - AI-PQ objektumfelismerés 3.0 mélységgel és gazdagabb PQ javítással      | - külső: HDMI 2.1 x2, HDMI 2.0 x2, USB 3.2 Gen 1 (5 Gbps) x2, USB 2.0, Wi-Fi 6E - belső: USB 3.2 Gen 1 (5 Gbps), eMMC 5.1                           | zászlóshajó UltraHD (4K) Smart TV | 2022 4. negyedév |
| Pentonic 900 (MT9950)               | négymagos ARM Cortex-A73 @ 1,8 GHz | Mali-G52 MC2 @ 800 MHz | 96 bites LPDDR4 @ 3700 MHz              | HEVC (H.265), VVC (H.266), VP9, AV1, AVS3 | - HDR10 (SMPTE2084) - HDR10+ adaptív & játékok - Dolby Vision IQ, Precision Detail képjavítással - BBC / NHK HLG - Technicolor / Philips JHDR (ESTI TS 103 433) | | |                                   |                  |
| Pentonic 800 (MT9655)               | négymagos ARM Cortex-A73 @ 1,8 GHz | Mali-G57 MC1 @ ? MHz   | 64 bites DDR4 @ 1600 MHz (25,6 GB/s)    | HEVC (H.265), VVC (H.266), VP9, AV1, AVS3 | - HDR10 (SMPTE2084) - HDR10+ adaptív & játékok - Dolby Vision IQ, Precision Detail képjavítással - BBC / NHK HLG - Technicolor / Philips JHDR (ESTI TS 103 433) | - AI-Voice - AI-SR 3.0 - AI-Contrast 2.0 - AI-PQ jelenetfelismerés 2.0+ - AI-PQ objektumfelismerés 2.5                                      | - külső: DisplayPort 1.4egy, HDMI 2.1egy x4, USB 3.2 Gen 1 (5 Gbps), USB 2.0, Wi-Fi 6/6E/7 - belső: USB 3.2 Gen 1 (5 Gbps), eMMC 5.1                | Premium UltraHD (4K) Smart TV     | 2024 3. negyedév |
| Pentonic 700 (MT9618 MT9653 MT9689) | négymagos ARM Cortex-A73 @ 1,4 GHz | Mali-G52 MC1 @ ? MHz   | 64 bites DDR4 @ 1600 MHz (25,6 GB/s)    | HEVC (H.265), VVC (H.266), VP9, AV1, AVS3 | - HDR10 (SMPTE2084) - HDR10+ adaptív & játékok - Dolby Vision IQ, Precision Detail képjavítással - BBC / NHK HLG - Technicolor / Philips JHDR (ESTI TS 103 433) | - AI-Voice - AI-SR 2.0 4K - AI-PQ jelenetfelismerés 2.0 - AI-PQ objektumfelismerés 2.5                                                      | - külső: HDMI 2.1 x2, HDMI 2.0 x2, USB 3.2 Gen 1 (5 Gbps), USB 2.0, Wi-Fi 6E/7 - belső: USB 3.2 Gen 1 (5 Gbps), eMMC 5.1                            | Premium UltraHD (4K) Smart TV     | 2022 3. negyedév |

## Viselhető eszközök SoC-i
| Modellszám                                        | CPU ISA  | fab   | CPU (mag/frek.)                          | CPU-gyorsítótár       | GPU                    | memóriatechnológia      | vezeték nélküli rádiótechnológiák                            | kibocsátás       |
| ------------------------------------------------- | -------- | ----- | ---------------------------------------- | --------------------- | ---------------------- | ----------------------- | ------------------------------------------------------------ | ---------------- |
| MT2502 / MT2503 (az Airoha kezeli és forgalmazza) | ARMv7    | ?     | egymagos ARM7EJ-S @ 260 MHz              |                       |                        |                         | Bluetooth 2.1 EDR/4.0 LE, GPRS, GSM                          | 2014 3. negyedév |
| MT2523D (az Airoha kezeli és forgalmazza)         | ARMv7E-M | ?     | egymagos ARM Cortex-M4 FPU-val @ 208 MHz |                       |                        |                         | Bluetooth 2.1 EDR/4.0 LE                                     |                  |
| MT2523G (az Airoha kezeli és forgalmazza)         | ARMv7E-M | ?     | egymagos ARM Cortex-M4 FPU-val @ 208 MHz |                       |                        |                         | Bluetooth 2.1 EDR/4.0 LE, GPS                                |                  |
| MT2601 (az Airoha kezeli és forgalmazza)          | ARMv7    | 28 nm | kétmagos ARM Cortex-A7 @ 1,2 GHz         | 256 KiB L2            |                        | LPDDR2/3 max. 512 MiB   | 3G, GPS, Wi-Fi, Bluetooth 2.1 EDR/4.1 LE                     | 2015 1. negyedév |
| MT3303                                            | ARMv7    | ?     | egymagos ARM7EJ-S                        |                       |                        | 8 MiB RAM + 8 MiB Flash | GPS, Glonass, BeiDou, QZSS                                   |                  |
| MT3332 / MT3333 (az Airoha kezeli és forgalmazza) | ARMv7    | ?     | egymagos ARM7EJ-S @ 158 MHz              |                       |                        | 8 MiB SPI (külső)       | GPS (US), QZSS (JP), Glonass (RU), Galileo (EU), Beidou (CN) | 2013 1. negyedév |
| MT3336 / MT3337 (az Airoha kezeli és forgalmazza) | ARMv7    | ?     | ARM7EJ-S @ 98 MHz                        |                       |                        | 8 MiB SPI (külső)       | GPS, GPIO, SPI, I2C, UART (x3)                               |                  |
| MT3339 (az Airoha kezeli és forgalmazza)          | ARMv7    | ?     | ARM7EJ-S @ 98 MHz (alacsony fogyasztású) |                       |                        | 8 MiB SPI (külső)       | GPS, GPIO, SPI, I2C, UART (x3)                               | 2011 4. negyedév |
| MT6280                                            | ARMv7-R  | ?     | egymagos ARM Cortex-R4                   |                       |                        | LPDDR1/2                |                                                              |                  |
| MT6572                                            | ARMv7    | 28 nm | kétmagos ARM Cortex-A7 @ 1,4 GHz         | 32 KiB L1, 256 KiB L2 | Mali-400 MP1 @ 500 MHz | LPDDR2 266 MHz          | 2G, Wi-Fi, Bluetooth                                         | 2013. június     |

## Dolgok internete (IoT) SoC-k
| Modellszám              | CPU ISA  | fab | CPU (mag / frek.)                                                           | beágyazott memória            | mobil                | bemenet / kimenet                                                                  | kibocsátás     |
| ----------------------- | -------- | --- | --------------------------------------------------------------------------- | ----------------------------- | -------------------- | ---------------------------------------------------------------------------------- | -------------- |
| MT2621                  | ARMv7    | ?   | egymagos ARM7 @ 260 MHz                                                     | 160 KiB SYSRAM + 4 MiB SIPRAM | NB-IoT R14, GSM/GPRS | LCM, Camera Audio AMP, Bluetooth 4.2                                               | 2017. november |
| MT2625                  | ARMv7E-M | ?   | egymagos @ 104 MHz ARM Cortex-M FPU-val                                     | 4 MiB PSRAM + 4 MiB NOR       | NB-IoT R14           | I2C, I2S, UART, SDIO, PCM, SPI                                                     | 2017. június   |
| MT3620                  | ARMv7-A  | ?   | egymagos @ 500 MHz ARM Cortex-A7 + kétmagos @ 200 MHz ARM Cortex-M4 FPU-val | ?                             | ?                    | ADC, GPIO, UART, I2C, I2S, PWM, SPI                                                |                |
| MT8362A (i300A)         | ARMv8-A  | ?   | négymagos @ 1,5 GHz ARM Cortex-A35                                          | -                             | -                    | HDMI, S/PDIF, I2C, IR, Ethernet, MIPI CSI-2, SDIO 3.0, SPI, UART, USB 2.0 OTG/Host |                |
| MT8362B (i300B)         | ARMv8-A  | ?   | négymagos @ 1,3 GHz ARM Cortex-A35                                          | -                             | -                    | GPIO, USB, I2C, I2S, LVDS/MIPI                                                     |                |
| MT8385 (i500) Genio 500 | ARMv8-A  | ?   | négymagos @ 2,0 GHz ARM Cortex-A73 + négymagos @ 2,0 GHz ARM Cortex-A53     | -                             | -                    | I2C, I2S, LVDS/MIPI, MIPI CSI-2, SPI, USB                                          |                |

| modellszámok | integrált platform funkciók | integrált platform funkciók | integrált platform funkciók | integrált platform funkciók | integrált platform funkciók |
| modellszámok | PSU                         | alapsáv                     | RF                          | antenna                     | modem DSP                   |
| ------------ | --------------------------- | --------------------------- | --------------------------- | --------------------------- | --------------------------- |
| MT2621       | Igen                        | Igen                        | Igen                        | Igen                        | Igen                        |
| MT2625       | Igen                        | Igen                        | Igen                        | Nem                         | Igen                        |

## Vezeték nélküli SoC
Az MT6630 (2014) egy öt az egyben kombinált vezeték nélküli egylapkás rendszer (SoC), amely kétsávos 802.11a/b/g/n/ac, fejlett Wi-Fi Direct és Miracast támogatást, Bluetooth 4.1, ANT+, háromsávos GPS és FM adó-vevő rendszereket integrál. Ezt arra tervezték, hogy olyan csipekkel legyen párosítva, mint az MT6595 nyolcmagos okostelefon-processzor, amit tartalmaz egy integrált 4G modemet, de nincs benne beépített Wi-Fi/Bluetooth/GPS/FM funkcionalitás. Tabletekben is használható egy önálló alkalmazásprocesszorral együtt.

## MediaTek Filogic Wi-Fi csipek

### Filogic Wi-Fi 7 csipek
- Wi-Fi szabvány: Wi-Fi 7 (IEEE 802.11a/b/g/n/ac/ax/be)

Technológiai csomópont: 6 nm
| Csipkészlet         | megjelenés dátuma | 2,4 GHz antenna konfig. | 5 GHz antenna konfig. | 6 GHz antenna konfig. | max. átbocsátóképesség | QAM      | max. sávszélesség | MLO  | MRU  | AFC  | Bluetooth            | CPU magok                       | NPU  | interfészek                                      | Ethernet kapcsolódási lehetőségek                     |
| ------------------- | ----------------- | ----------------------- | --------------------- | --------------------- | ---------------------- | -------- | ----------------- | ---- | ---- | ---- | -------------------- | ------------------------------- | ---- | ------------------------------------------------ | ----------------------------------------------------- |
| MT7925 Filogic 360  | 2023. november    | 2x2                     | 2x2                   | 2x2                   | max. 2,9 Gbit/s        | 4096-QAM | max. 160 MHz      | Igen | Igen | Nem  | kettős 5.4, LE Audio |                                 | Nem  | PCIe 2.1 vagy USB 3.0                            | Nem                                                   |
| MT7927 Filogic 380  | 2022. május       | 2x2                     | 2x2                   | 2x2                   | max. 6,5 Gbit/s        | 4096-QAM | max. 320 MHz      | Igen | Igen | Nem  | BT 5.4, LE Audio     |                                 | Nem  | PCIe 4.0 vagy USB 3.0                            | Nem                                                   |
| MT7991 Filogic 660  | 2023. november    | 2x2                     | 3x3                   | 3x3                   | max. 6,5 Gbit/s        | 4096-QAM | max. 160 MHz      | Igen | Igen | Nem  | Nem                  |                                 | Nem  | PCIe 3.0 vagy USB 3.0                            | Nem                                                   |
| MT7992 Filogic 660  | 2023. május       | 4x4                     | 4x4                   | 4x5                   | max. 7,2 Gbit/s        | 4096-QAM | max. 160 MHz      | Igen | Igen | Nem  | Nem                  |                                 | Nem  | PCIe 3.0 vagy USB 3.0                            | Nem                                                   |
| MT7995 Filogic 680  | 2023. november    | 2x2                     | 3x3                   | 3x3                   | max. 8,5 Gbit/s        | 4096-QAM | max. 320 MHz      | Igen | Igen | Nem  | Nem                  |                                 | Nem  | PCIe 3.0 vagy USB 3.0                            | Nem                                                   |
| MT7996 Filogic 680  | 2023. május       | 4x4                     | 4x4                   | 4x5                   | max. 13,5 Gbit/s       | 4096-QAM | max. 320 MHz      | Igen | Igen | Nem  | Nem                  |                                 | Nem  | PCIe 3.0 vagy USB 3.0                            | Nem                                                   |
| MT7988D Filogic 860 | 2023. november    | 4x4                     | 4x4                   | 4x5                   | max. 7,2 Gbit/s        | 4096-QAM | max. 160 MHz      | Igen | Igen | Igen | Nem                  | három ARM (Cortex-A73) @1,8 GHz | Igen | PCIe 3.0, USB 3.0, UART, SD, SPI, PWM, GPIO, OTP | 1× USXGMII (10 Gbps), 1× 2.5GbE PHY + 4× 1GbE port    |
| MT7988A Filogic 880 | 2022. május       | 4x4                     | 4x4                   | 4x5                   | max. 19 Gbit/s         | 4096-QAM | max. 320 MHz      | Igen | Igen | Igen | Nem                  | négy ARM (Cortex-A73) @1,8 GHz  | Igen | PCIe 4.0, USB 3.0, UART, SD, SPI, PWM, GPIO, OTP | 2× USXGMII vagy USXGMII, 1× 2.5GbE PHY + 4× 1GbE port |

## Fordítás
Ez a szócikk részben vagy egészben  a   List of MediaTek systems on chips című angol Wikipédia-szócikk ezen változatának fordításán alapul.  Az eredeti cikk szerkesztőit annak laptörténete sorolja fel. Ez a jelzés csupán a megfogalmazás eredetét és a szerzői jogokat jelzi, nem szolgál a cikkben szereplő információk forrásmegjelöléseként.